# Hyundai Accent
Hyundai Accent – samochód osobowy klasy subkompaktowej produkowany pod południowokoreańską marką Hyundai od 1994 roku. Od 2023 roku produkowana jest szósta generacja modelu.

## Pierwsza generacja

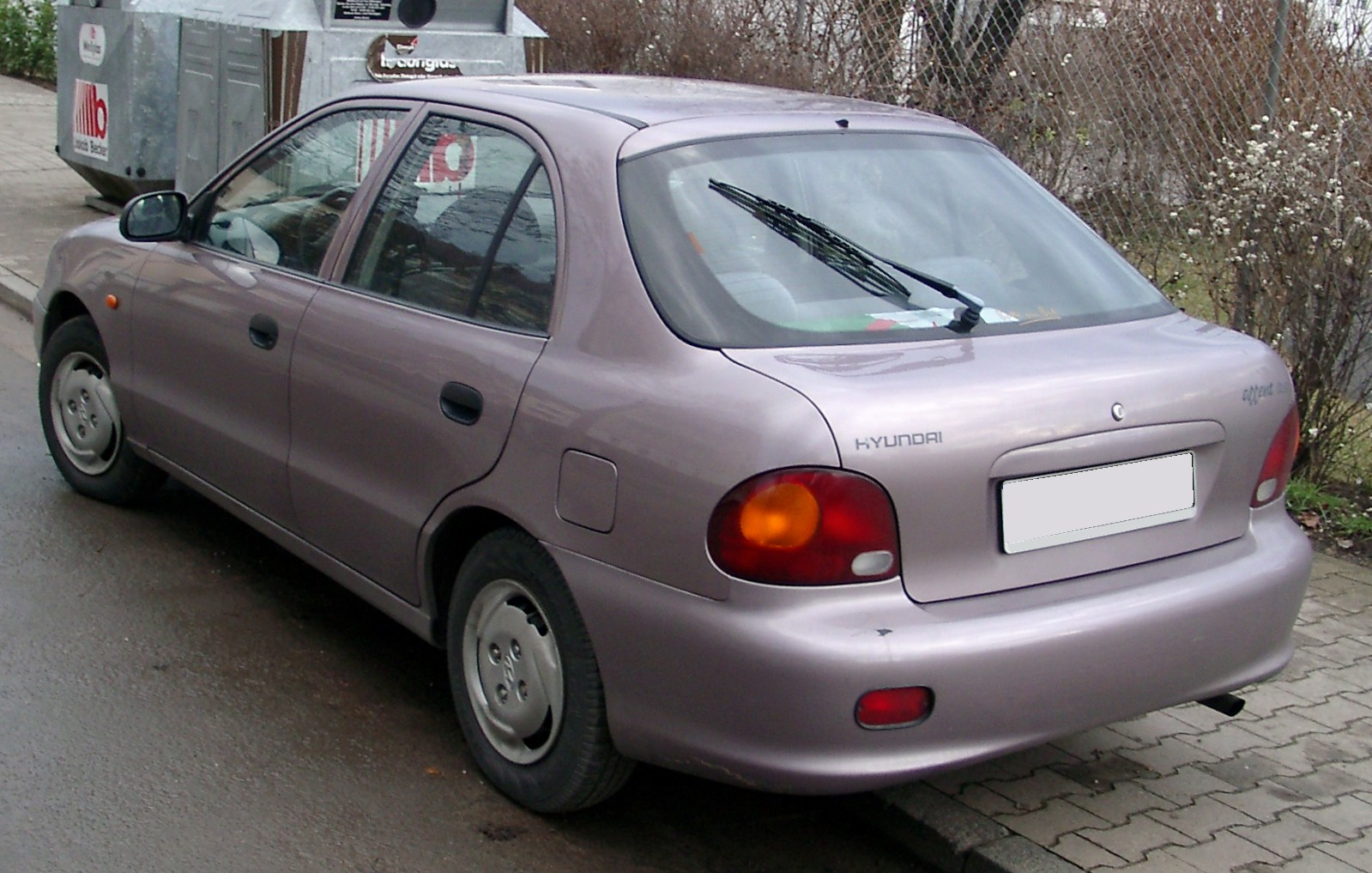
Hyundai Accent I - tył

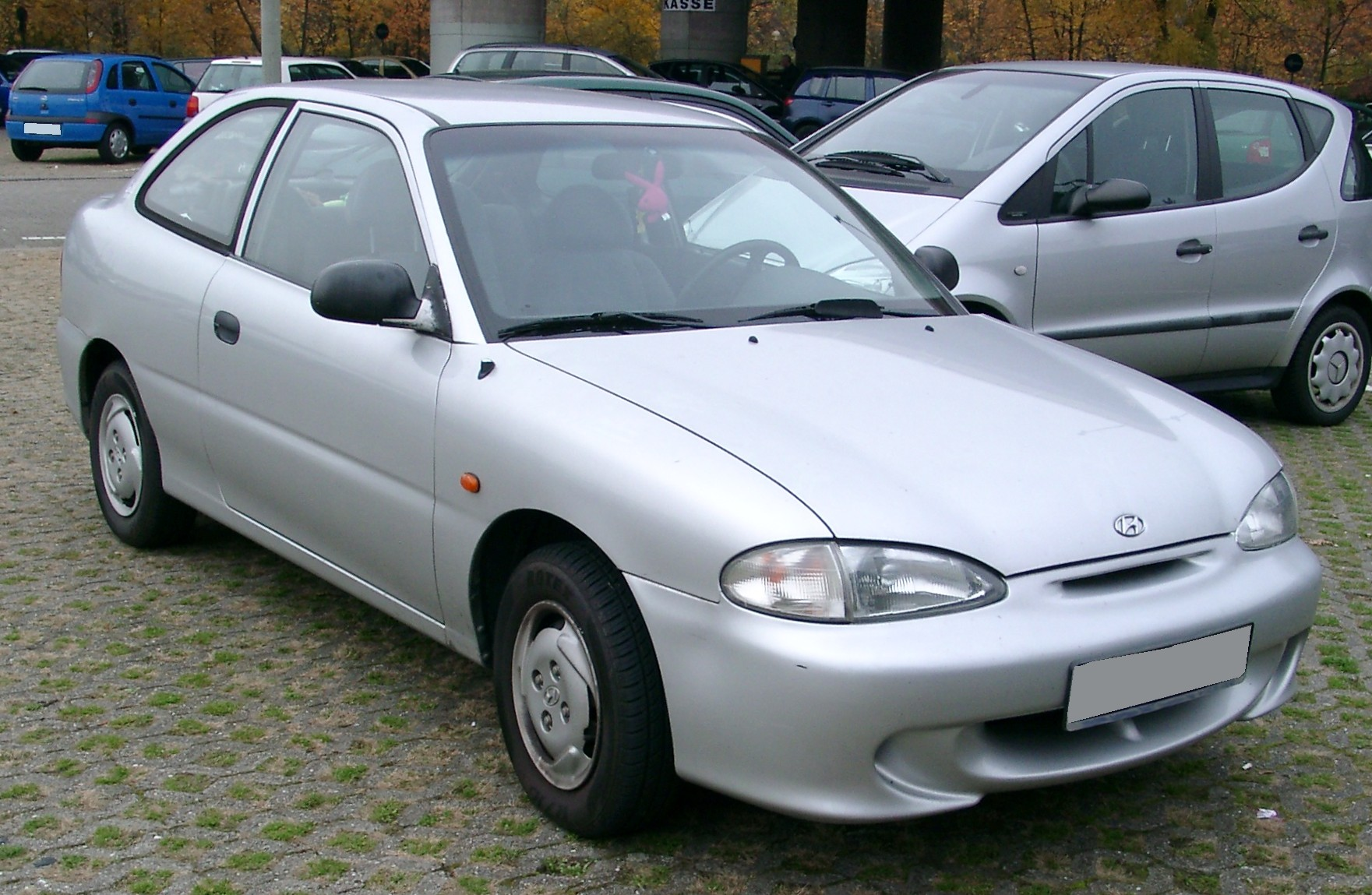
Hyundai Accent I 3D

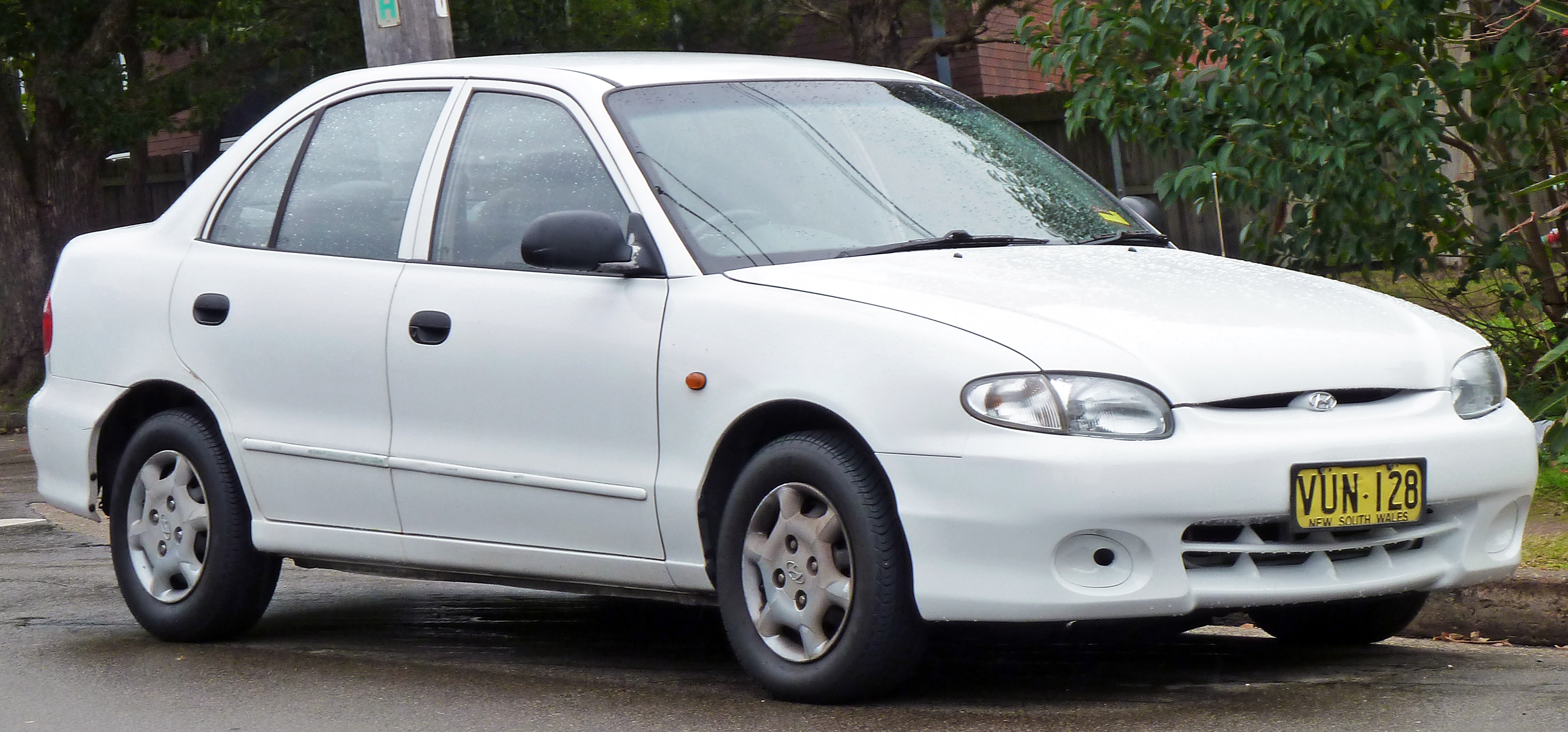
Hyundai Accent I Sedan po liftingu

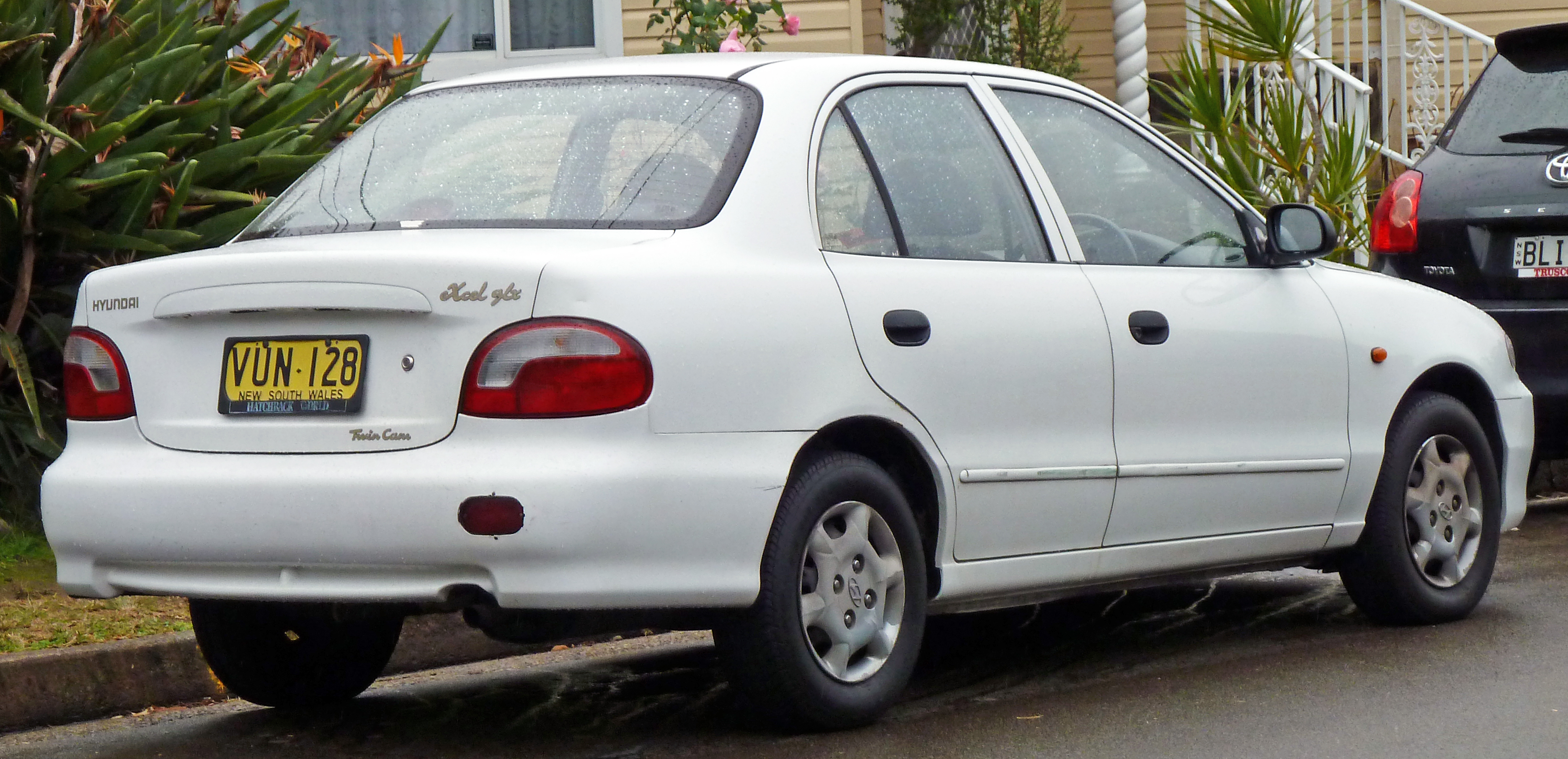
Hyundai Accent I Sedan - tył po liftingu

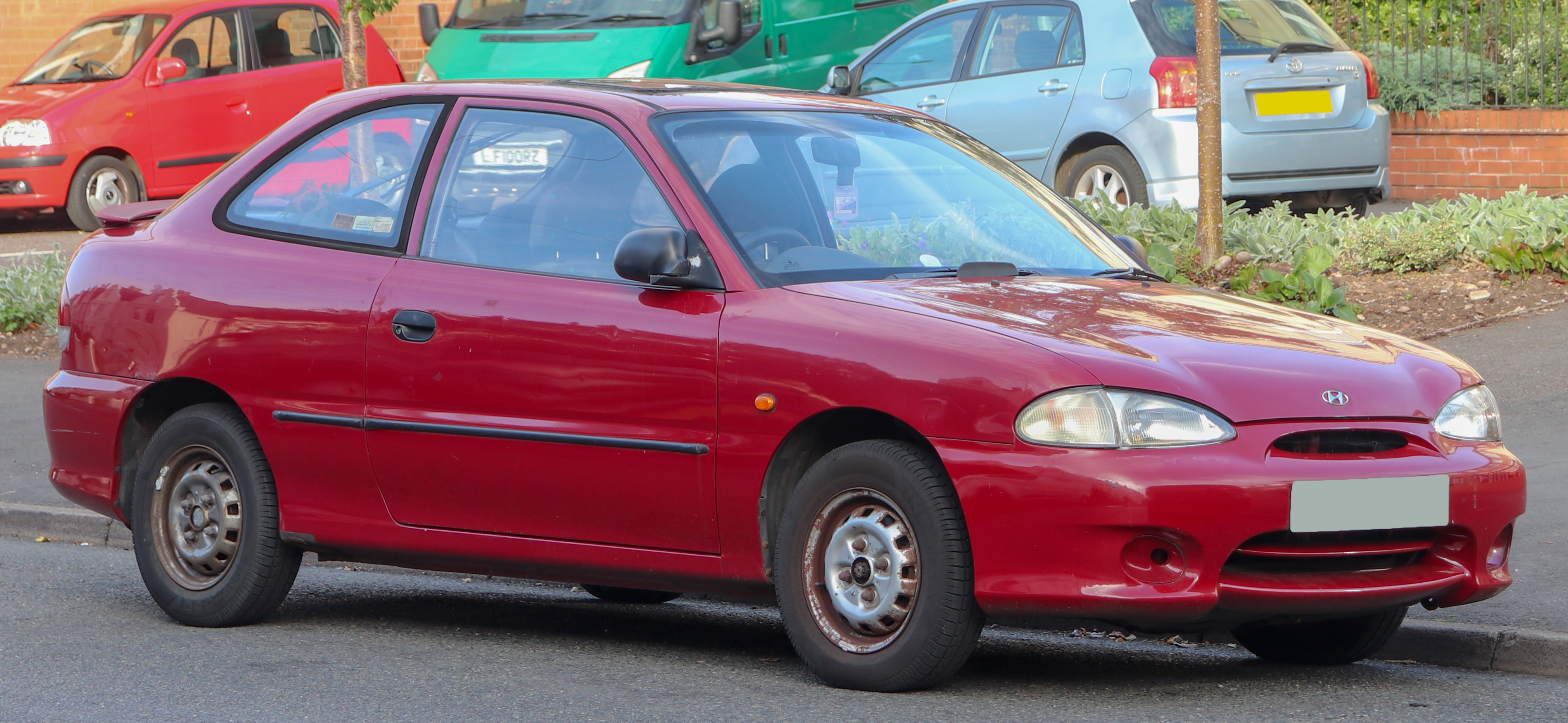
Hyundai Accent I 3D po liftingu

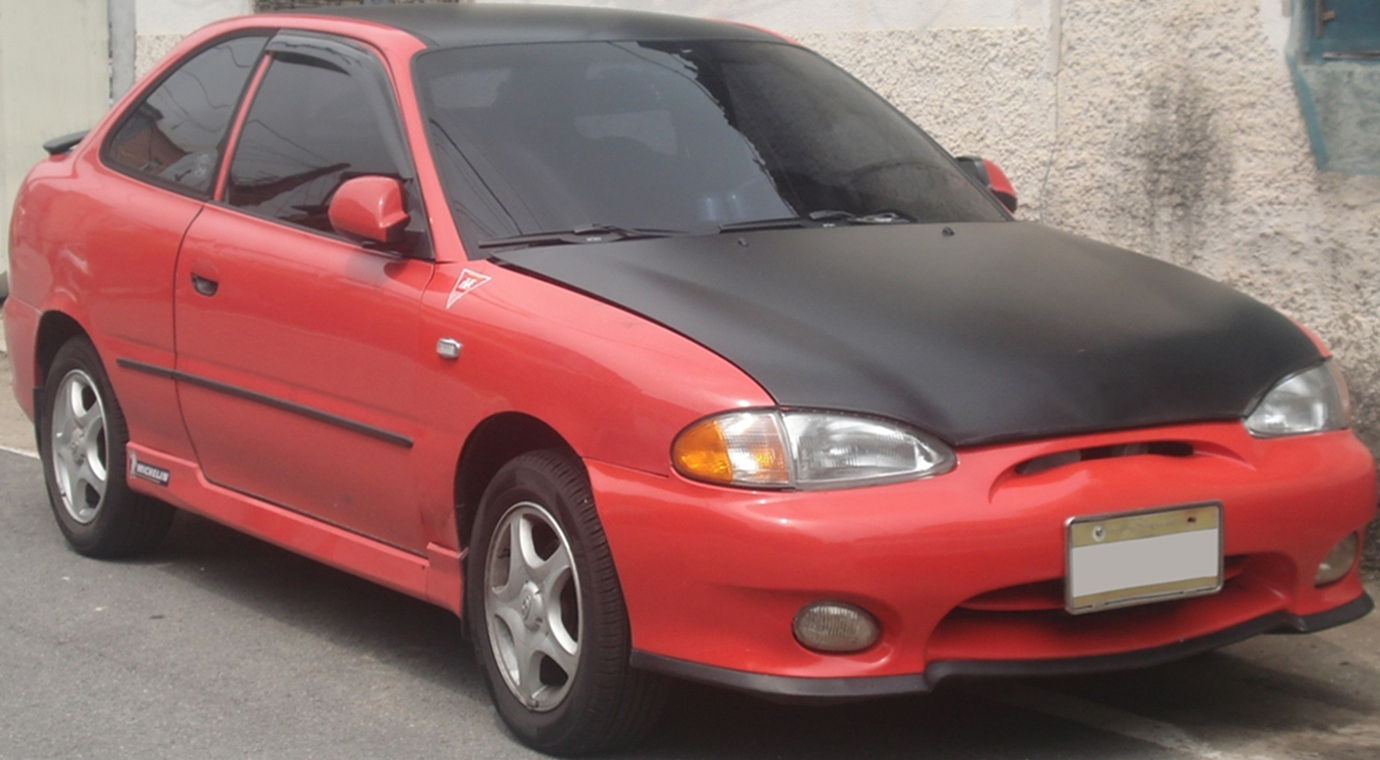
południowokoreański Hyundai Pro Accent

Hyundai Accent I został zaprezentowany po raz pierwszy w 1994 roku.
W pierwszej połowie lat 90. XX wieku Hyundai zdecydował się uzupełnić swoją ofertę modelową o tańszą i mniejszą alternatywę dla kompaktowego Excela i Elantry, prezentując trójbryłowy model Accent opracowany jako samodzielna konstrukcja producenta.
W portfolio Hyundai samochód uplasował się na skraju klasy miejskiej i kompaktowej, z gamą nadwoziową składającą się początkowo z 5-drzwiowego liftbacka, jak i 4-drzwiowego sedana.  Pierwsza generacja Hyundaia Accenta charakteryzowała się obłą i zaokrągloną sylwetką nadwozia, którą zdominowały charakterystycznie ukształtowane owalne reflektory i lampy. 
W 1996 roku ofertę poszerzył także 3-drzwiowy liftback, marketingowo określany mianem coupe. Producent zdecydował się nadać indywidualny wygląd pasa przedniego odmianie temu wariantowi, który otrzymał bardziej agresywnie ukształtowane reflektory i zmodyfikowane wloty w zderzaku.

### Restylizacje
W 1997 roku Hyundai Accent pierwszej generacji przeszedł obszerną restyliację nadwozia, który przyniósł nowy wygląd przedniej części nadwozia z mniejszymi, bardziej zaokrąglonym ireflektorami i logo na atrapie chłodnicy, a także nowy odcień kloszy tylnych lamp. Zakres zmian w odmianie 3-drzwiowej był skromniejszy, ograniczając się do innego zderzaka i lamp tylnych.
Równocześnie z premierą wariantu po modernizacji, w Korei Południowej gamę Accenta pierwszej generacji poszerzył topowy, sportowo stylizowany wariant pod nazwą Hyundai Pro Accent charakteryzujący się m.in. czarnym malowaniem maski i tylnym spojlerem.

### Sprzedaż
Hyundai Accent pierwszej generacji był samochodem globalnym, który przyjął różne nazwy w zależności od rynku zbytu. Spośród rynków europejskich, inną nazwę nadano mu we Francji, gdzie pojazd sprzedawano jako Hyundai Pony. W Australii i Nowej Zelandii samochód również zachował nazwę poprzednika, pełniąc funkcję trzeciej generacji linii modelowej Hyundai Excel.
Ponadto, wariant sprzed restylizacji był produkowany i sprzedawany w Indonezji przez lokalne przedsiębiorstwo Bimantara jako Bimantara Cakra, z kolei w latach 2002–2006 samochód wytwarzano w Wenezueli jako pierwszą generację lokalnego modelu Dodge Brisa.
Hyundai Accent pierwszej generacji był jednym z pierwszych samochodów południowokoreańskiego producenta oferowanych w oficjalnej polskiej sieci dealerskiej po tym, jak w 1993 roku otworzył on swoje oficjalne przedstawicielstwo w Warszawie.

### Silniki
- L4 1.3l 12V
- L4 1.5l 12V
- L4 1.5l 16V

## Druga generacja

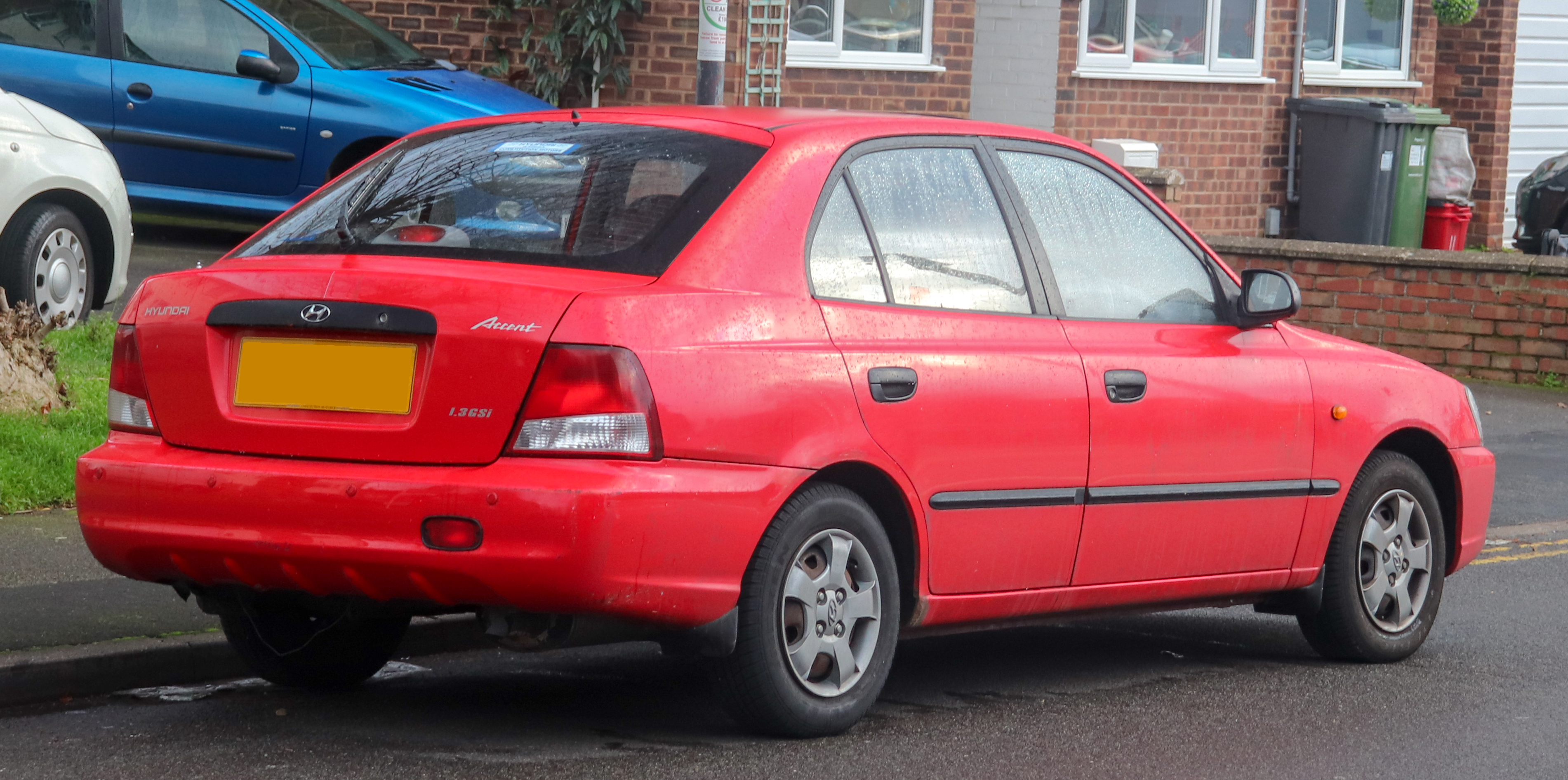
Hyundai Accent II - tył

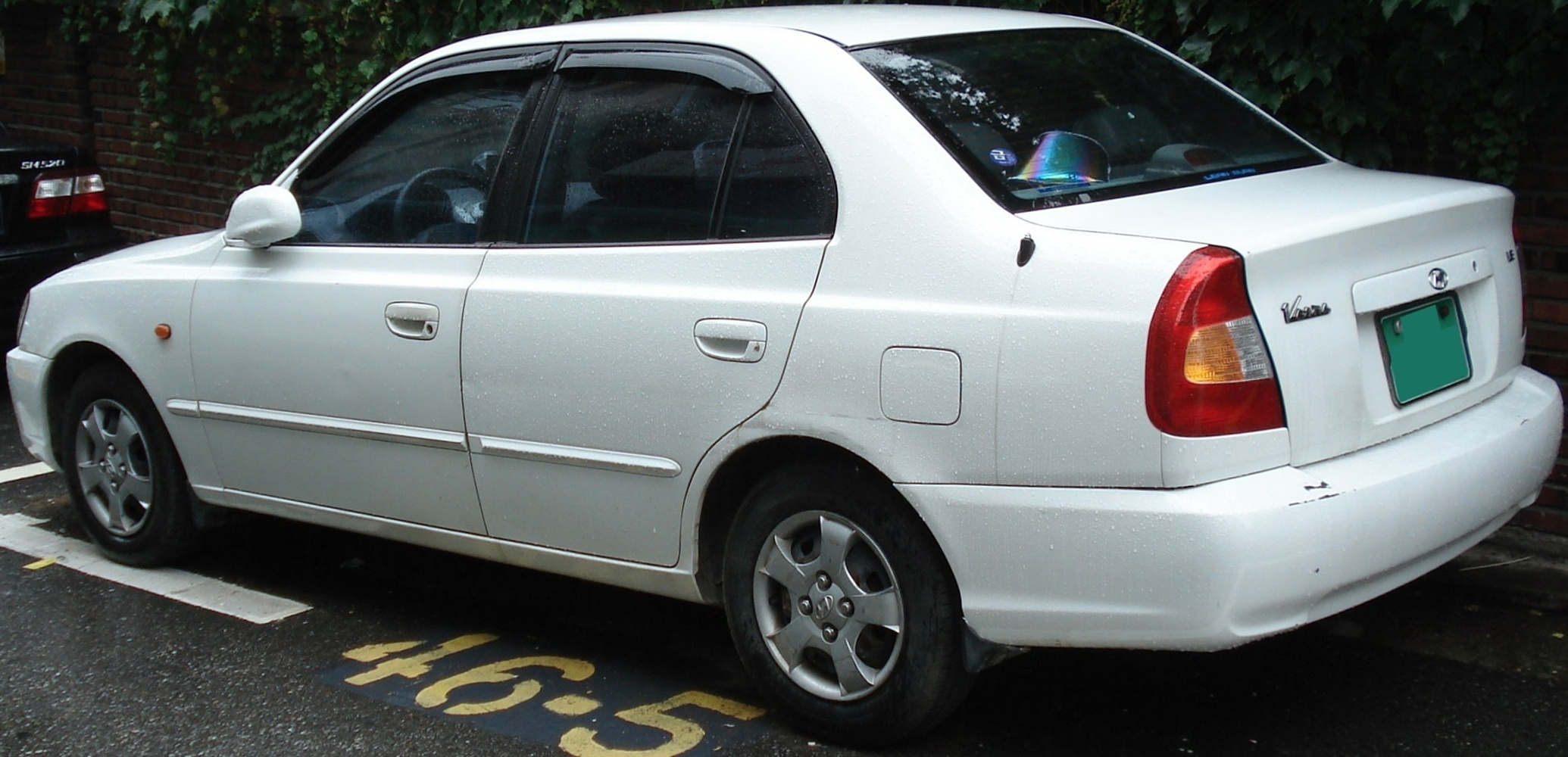
Hyundai Accent II Sedan

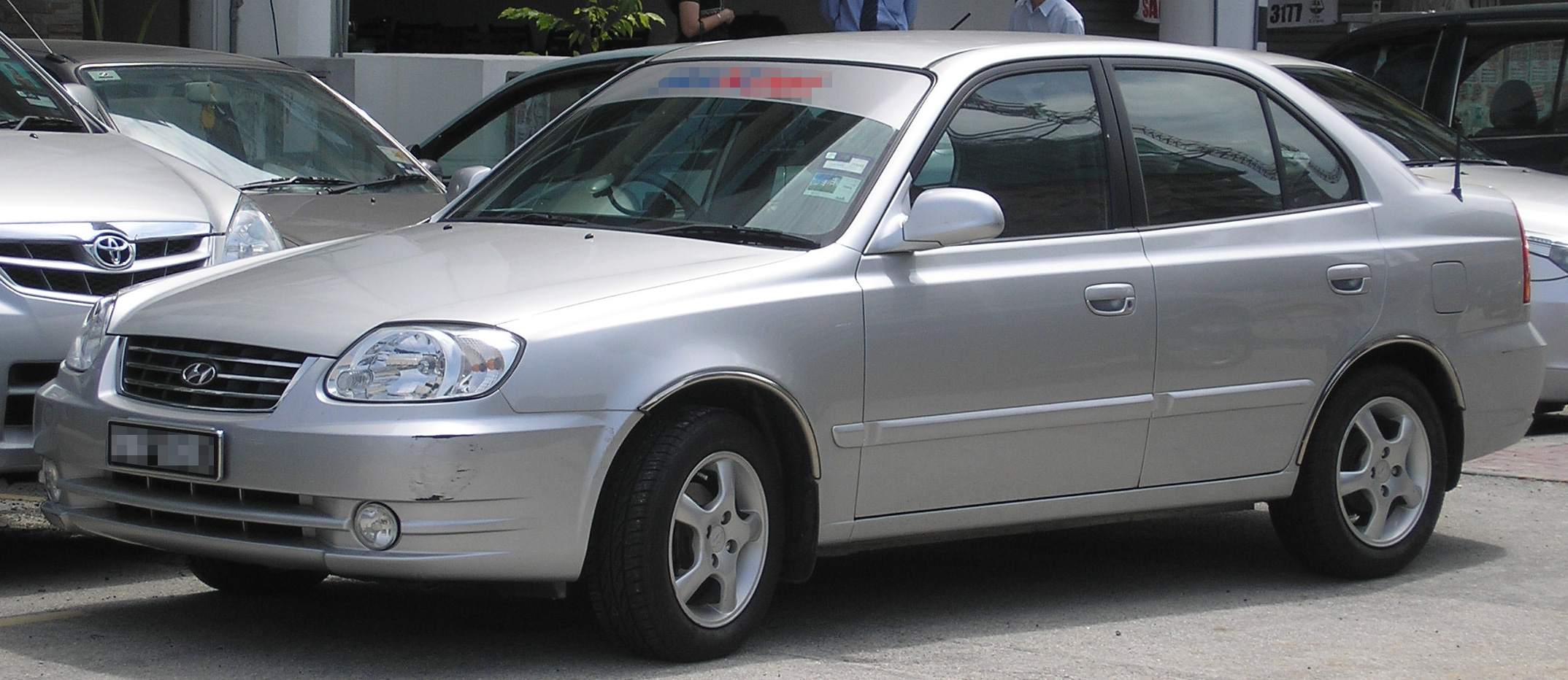
Hyundai Accent II Sedan po liftingu

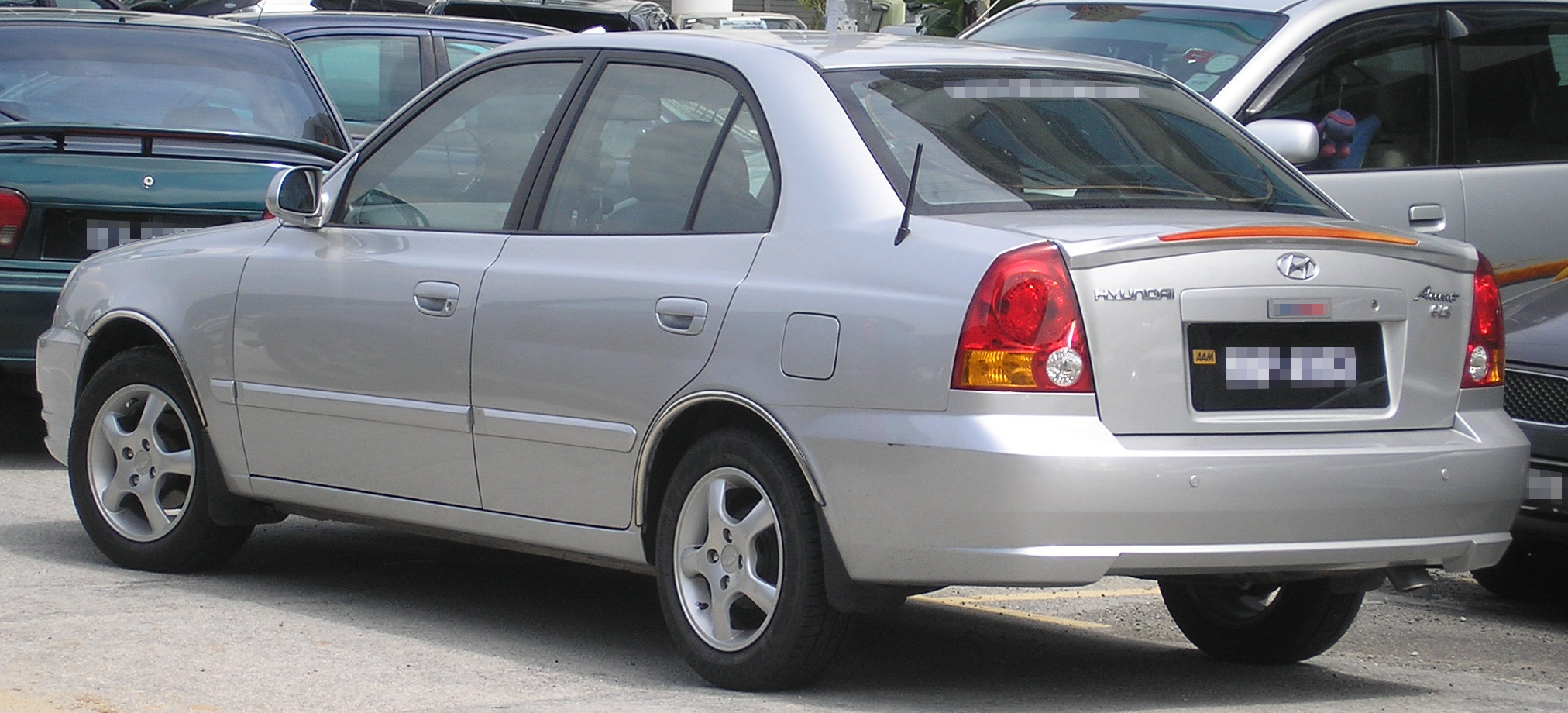
Hyundai Accent II Sedan - tył po liftingu

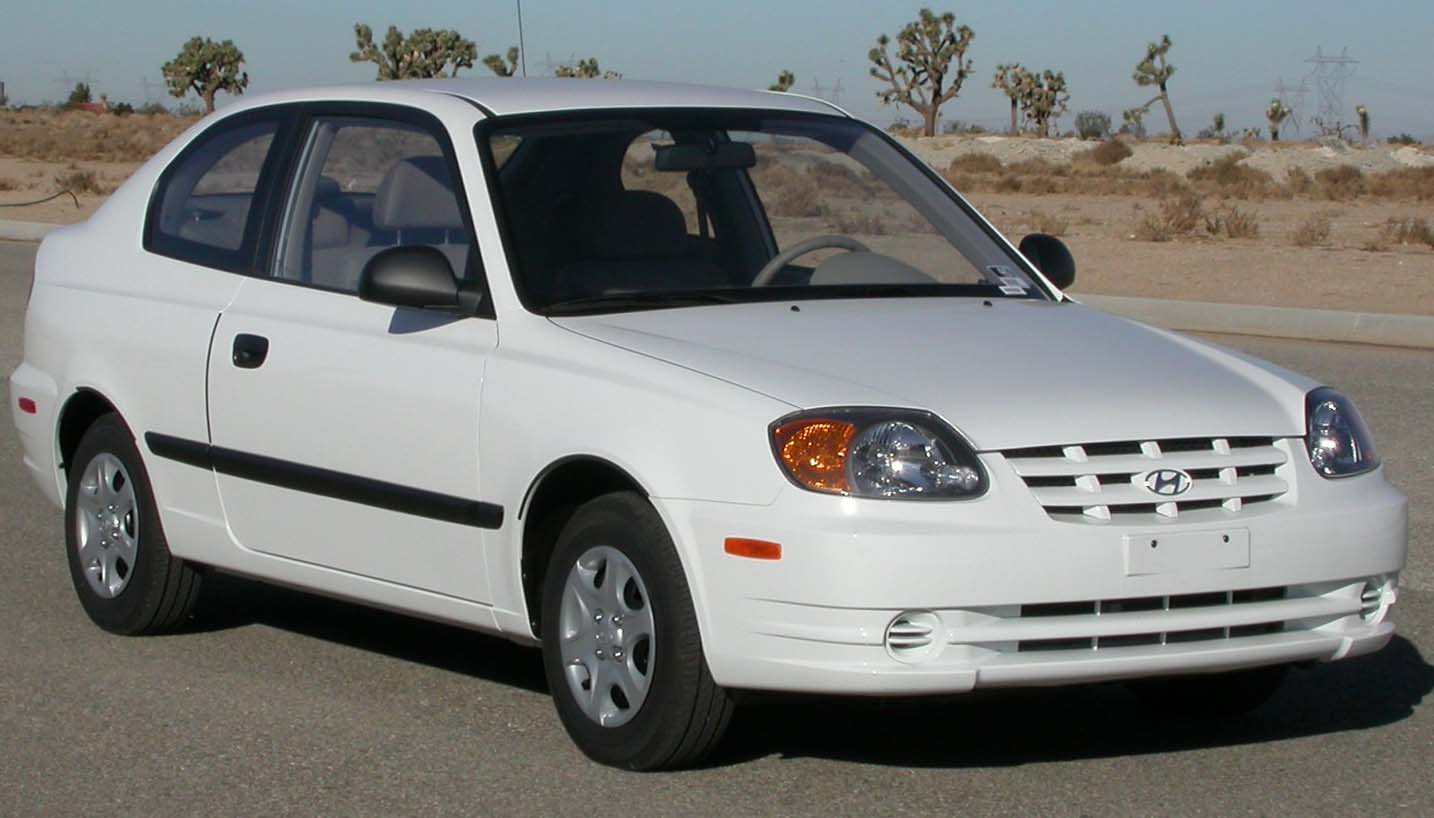
amerykański Hyundai Accent II po liftingu

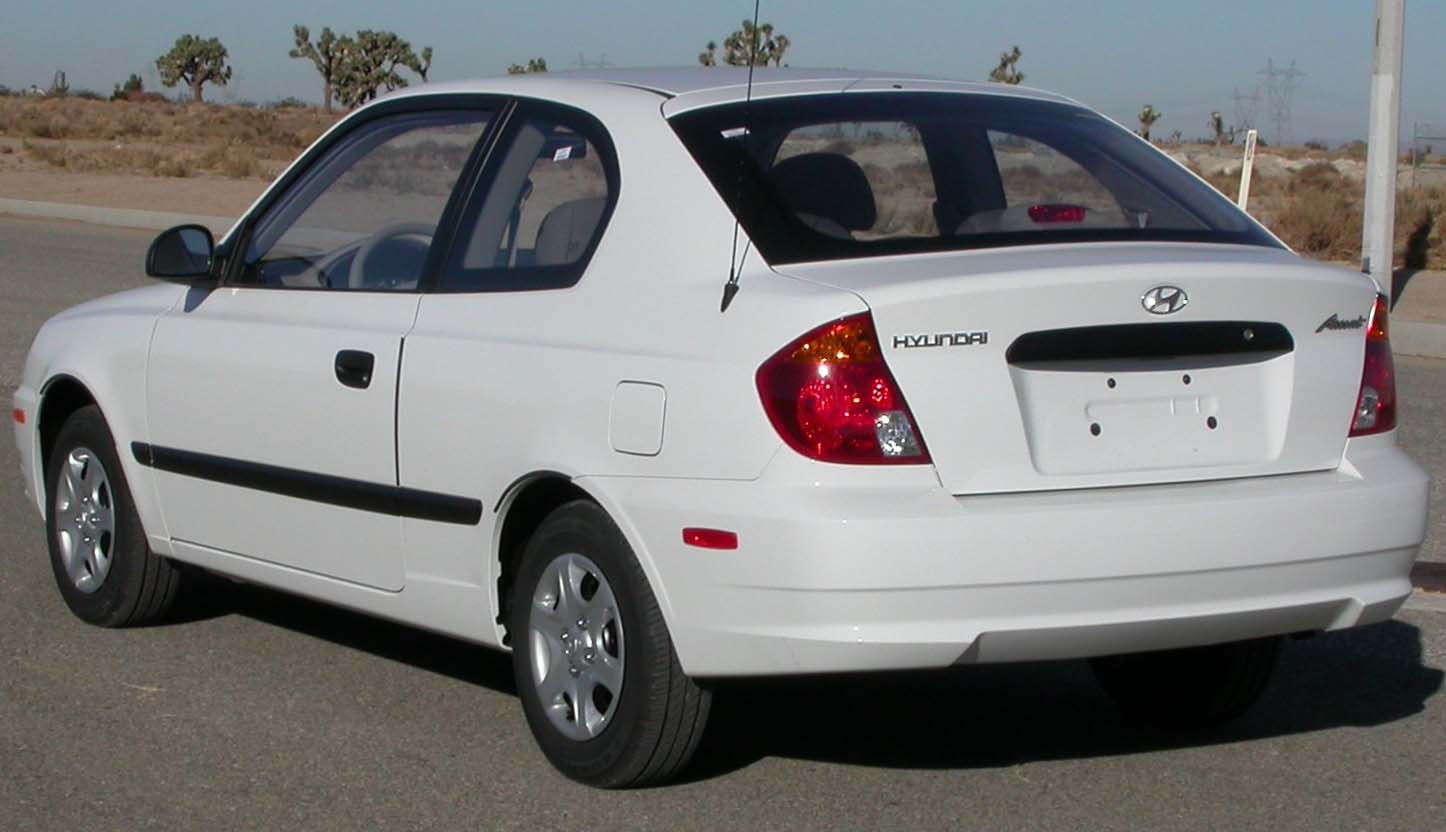
amerykański Hyundai Accent II po liftingu

Hyundai Accent II został zaprezentowany po raz pierwszy w 1999 roku.
Druga generacja Accenta stanowiła rozwinięcie koncepcji poprzednika, z ewolucyjną zmianą stylizacji nadwozia. Stało się ono bardziej bardziej kanciaste, zyskując wyraźnie zarysowane przetłoczenia i krawędzie błotników, a także większe lampy tylne i obszerniejsze reflektory w agresywnej formie. 
Pod kątem technicznym Hyundai Accent drugiej generacji został oparty na nowej płycie podłogowej, za to zawierzenie przyjęło formę wielowahaczową. Nowa platforma przyniosła również obszerne zmiany w kabinie pasażerskiej, która stała się przestronniejsza dla pasażerów obu rzędów i pojemniejsza pod kątem rozmiarów bagażnika.
W przeiwieństwie do poprzednika, gama nadwoziowa Accenta drugiej generacji od momentu debiutu została utworzona przez trzy warianty w postaci 3 i 5-drzwiowego liftbacka oraz 4-drzwiowego sedana.

### Lifting
W 2002 roku Hyundai Accent drugiej generacji przeszedł obszerną restylizację nadwozia, która przyniosła nowy wygląd większości paneli nadwozia samochodu. 
Pas przedni zyskał wyżej umieszczone, bardziej zaokrąglone reflektory, a także znacznie większy i zajmujący większą powierzchnię wlot powietrza. Zmianę przeszła także tylna część nadwozia, która zyskała charakterystyczne zadarcia błotników, które płynnie połączono z dużymi lampami z wielobarwnymi kloszami.
Inny zakres zmian objął wariant oferowany w Korei Południowej oraz Stanach Zjednoczonych i Kanadzie. Otrzymał on ciemne wkłady reflektorów, a także inne wypełnienie atrapy chłodnicy z charakterystyczną, kratową strukturą w kolorze nadwozia.
Modernizacja nie objęła modelu produkowanego w Indiach, który pod pierwotną postacią z wyjątkiem dodatkowej poprzeczki w atrapie chłodnicy była produkowana nieprzerwanie do 2012 roku z myślą o lokalnym rynku i do 2016 roku na eksport do Afryki Północnej.

### Sprzedaż
Hyundai Accent drugiej generacji oferowany był pod różnymi nazwami uzależnionymi od rynku zbytu, jeszcze liczniejszymi i bardziej zróżnicowanymi od poprzednika. Na rodzimym rynku Korei Południowej samochód przyjął nową nazwę Hyundai Verna, w Portoryko sprzedawano go pod nazwą Hyundai Brio, za to wariant przeznaczony dla taksówkarzy w Kolumbii nosił nazwy Hyundai Super Pony oraz Hyundai Excel II w Indonezji.
Wariant cywilny w Indonezji sprzedawano pod nazwą Hyundai Accent Verna, natomiast po restylizacji z 2003 roku wprowadzono nową nazwę, Hyundai Avega.
W Sudanie samochód produkowało lokalne przedsiębiorstwo Giad pod nazwą Giad Accent, z kolei na rynku meksykańskim samochód razem z innymi modelami był oferowany w sieci dealerskiej Dodge'a jako Dodge Verna.

### Silniki
- L4 1.3l SOHC
- L4 1.5l SOHC
- L4 1.5l DOHC
- L4 1.6l DOHC
- L3 1.5l CRDi Turbodiesel

## Trzecia generacja

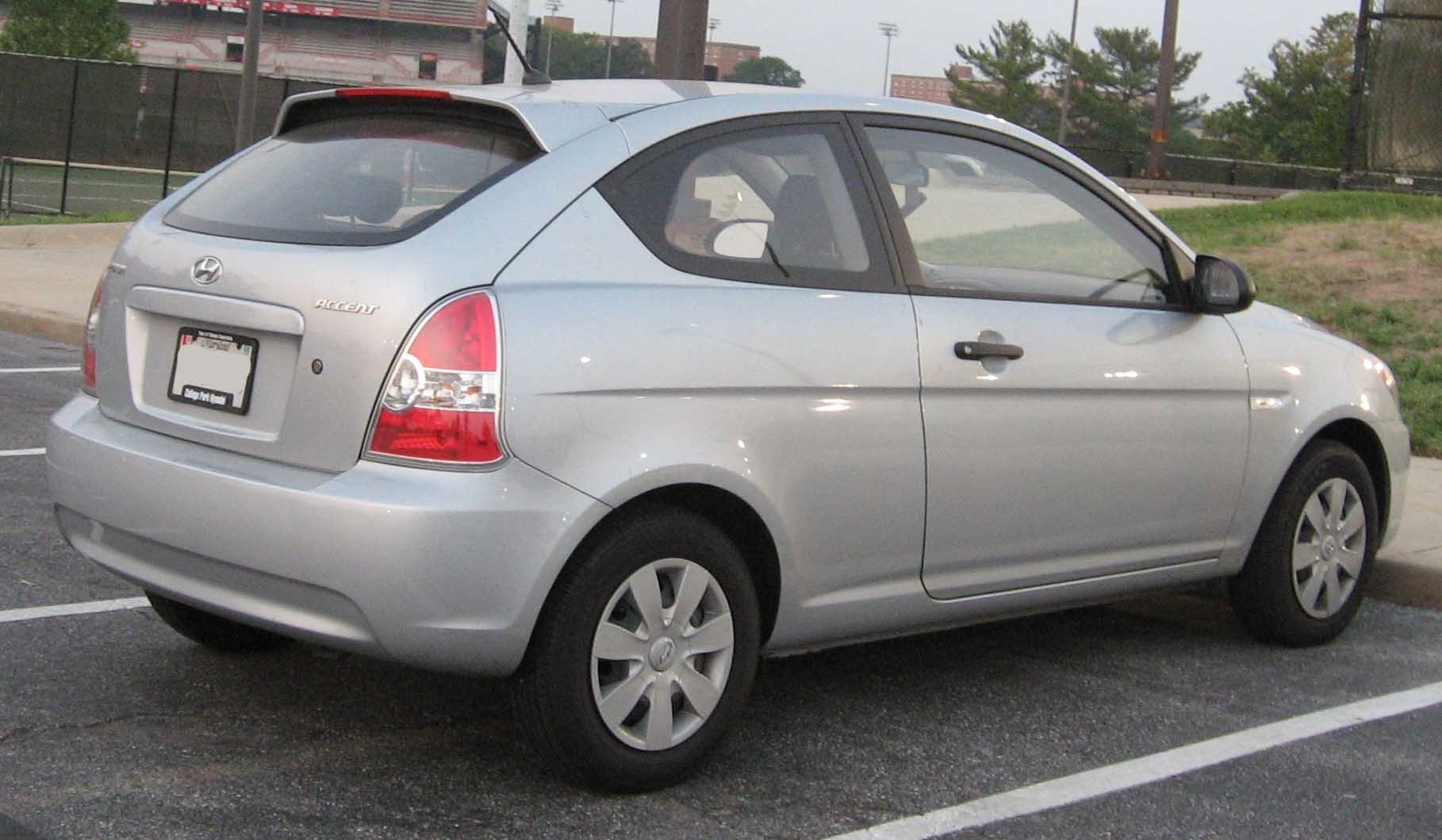
Hyundai Accent III - tył

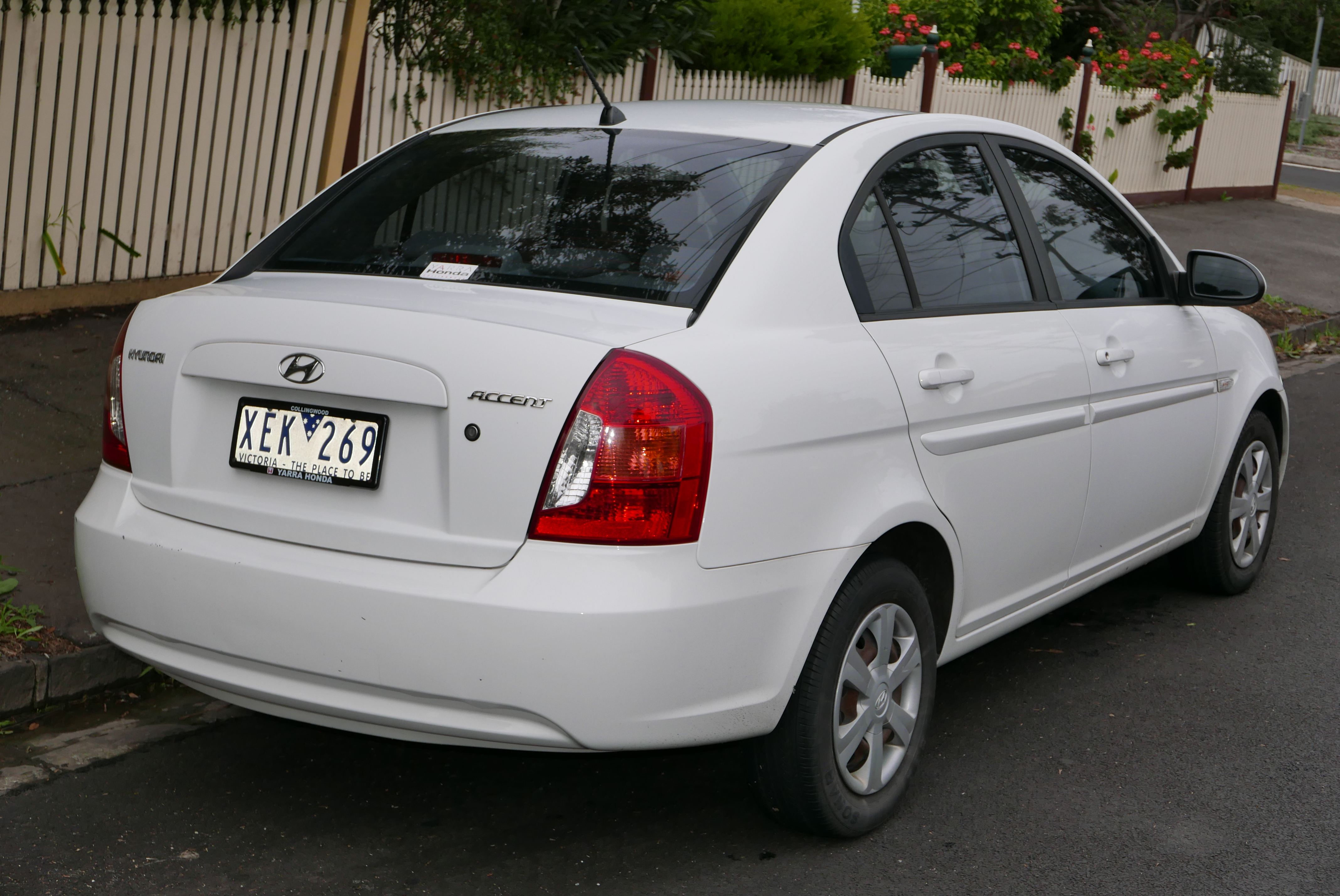
Hyundai Accent III Sedan - tył

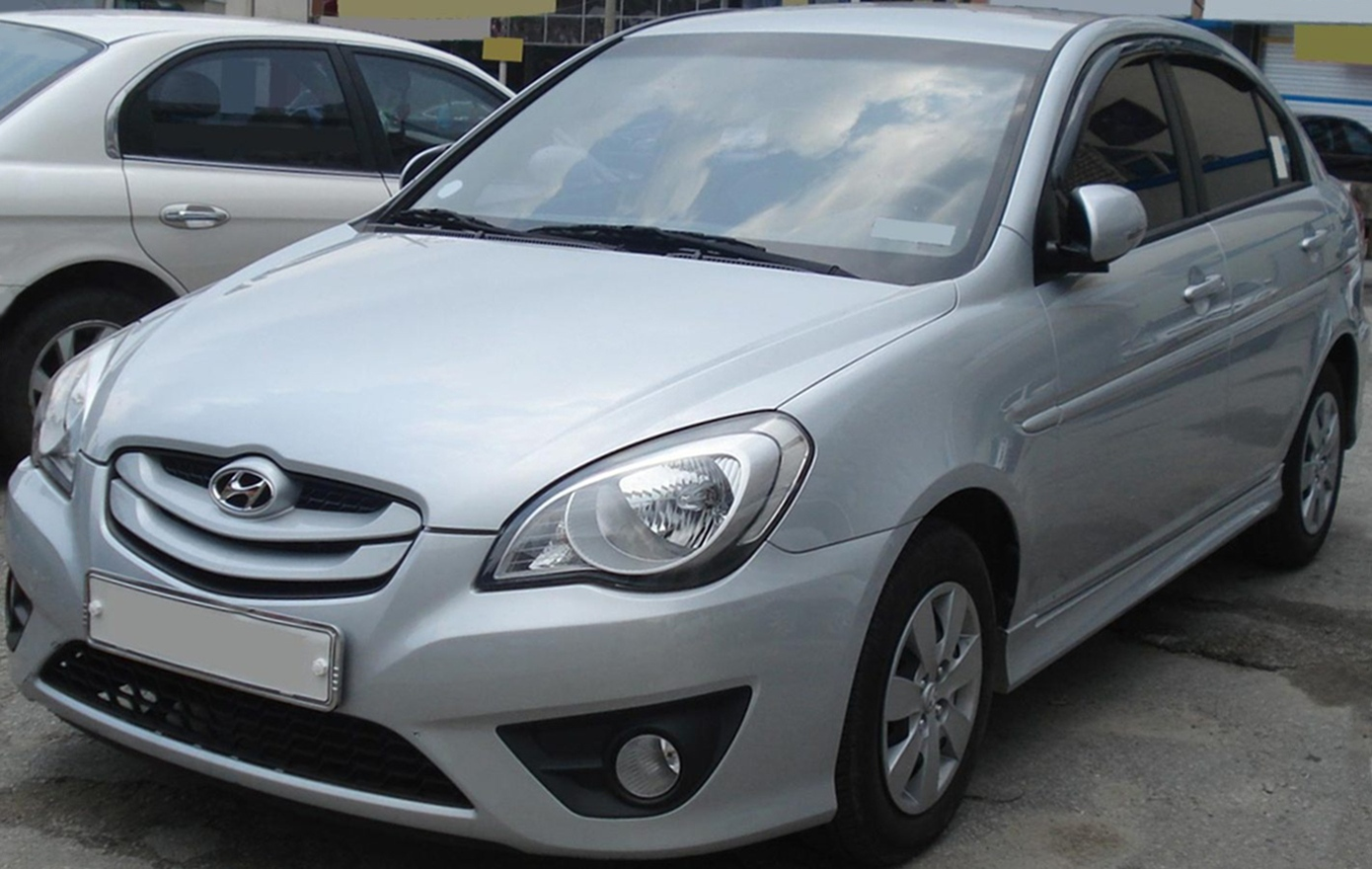
południowokoreański Hyundai Verna Transform po liftingu

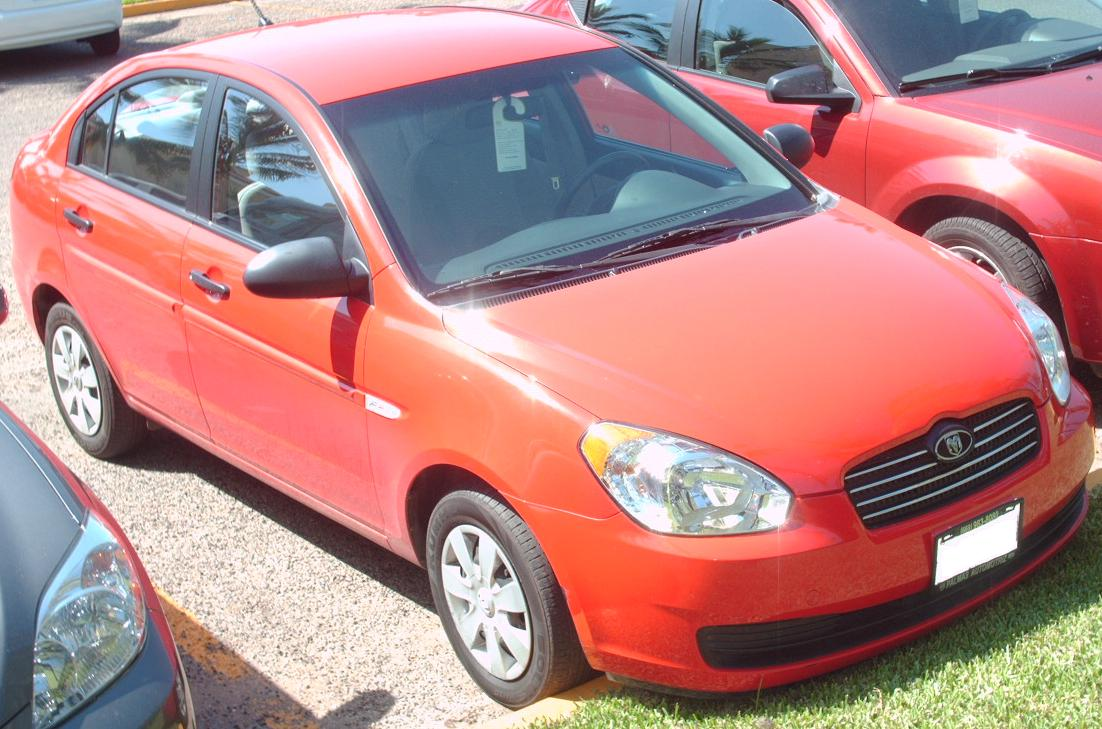
meksykański Dodge Attitude

Hyundai Accent III został zaprezentowany po raz pierwszy w 2005 roku.
Projektując trzecią generację Accenta, Hyundai odstąpił od koncepcji, wedle której zbudowane były pierwsze dwie generacje modelu. Podobnie jak bliźniacza Kia Rio, samochód dzięki nowej platformie stał się krótszy i wyższy od poprzednika, przyjmując formułę bliższą klasycznej subkompaktowej konkurencji. Jednocześnie, samochód stał się dłuższy, co przełożyło się na przestronniejsze i obszerniejsze nadwozie.
Zamiast trójbryłowego liftbacka, podstawowym wariantem nadwozia stał się hatchback dostępny tylko w 3-drzwiowym wariancie. Drugą odmianą nadwoziową pozostał z kolei 4-drzwiowy sedan. Obie wersje nadwoziowe otrzymały obłe proporcje nadwozia, odróżniając się od siebie innym wzorem atrapy chłodnicy.

### Lifting
W czerwcu 2009 roku Hyundai przedstawił model po restylizacji, która objęła wyłącznie południowokoreański wariant pod nazwą Hyundai Verna. Samochód otrzymał zmodyfikowane, bardziej zaokrąglone reflektory z ciemniejszymi wkładami, a także nowy wzór atrapy chłodnicy oraz inny układ lamp tylnych.

### Sprzedaż
Podobnie jak poprzednicy, Hyundai Accent trzeciej generacji był samochodem globalnym oferowanym pod różnymi nazwami. Na rodzimym rynku Korei Południowej, a także Chin i Japonii samochód ponownie przyjął nazwę Hyundai Verna, z kolei w Portoryko sprzedawano go pod nazwą Hyundai Brio. Wzorem drugiej generacji, odmiana taxi w Kolumbii nosiła nazwę Hyundai Super Pony.
Na rynku meksykańskim Hyundai ponownie nawiązał współpracę z Dodge, oferując Accenta trzeciej generacji w lokalnej sieci dealerskiej tej marki jako Dodge Attitude.

### Silniki
- L4 1.4l Alpha
- L4 1.6l Alpha
- L4 1.5l Diesel

## Czwarta generacja

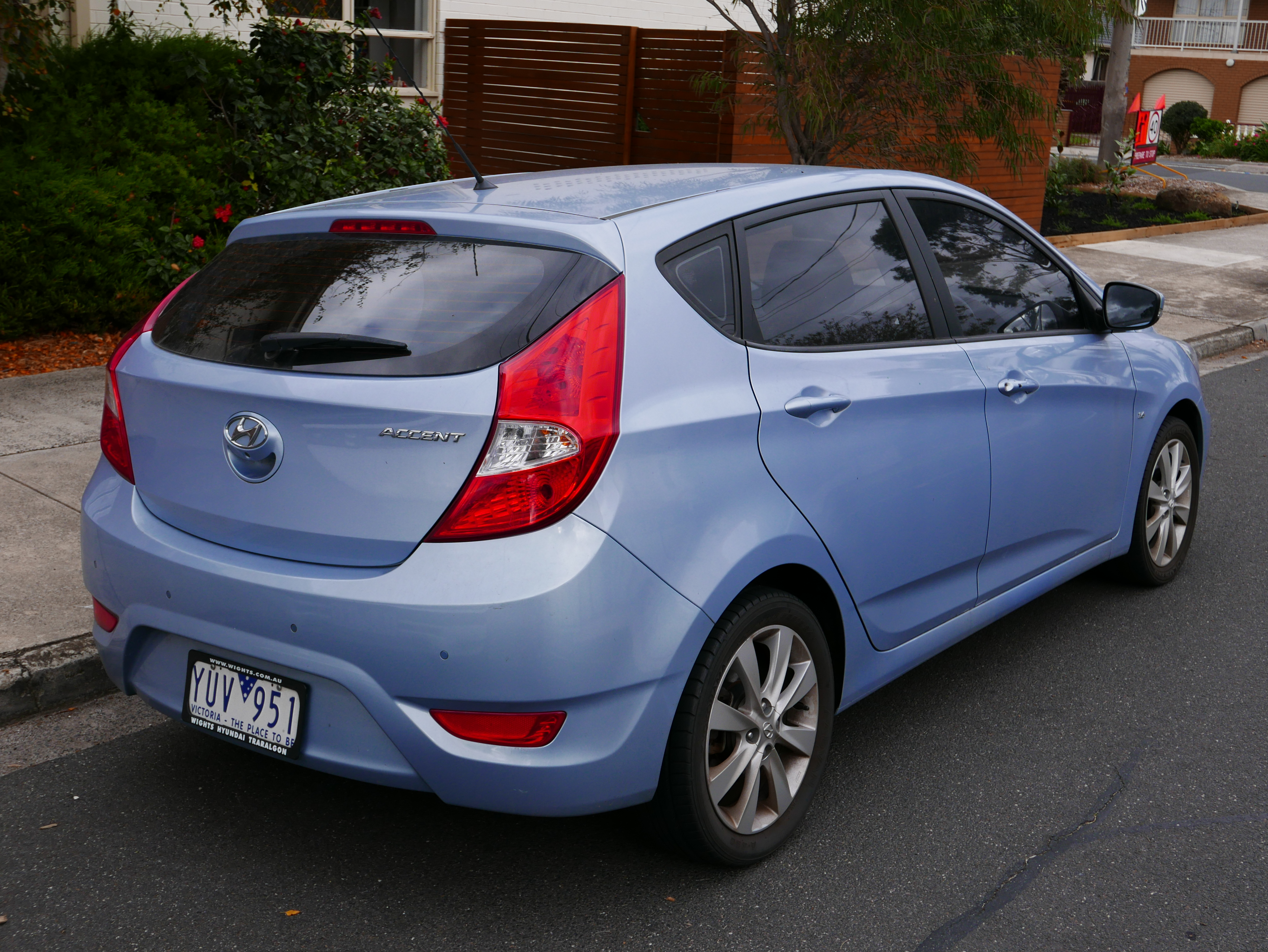
Hyundai Accent IV - tył

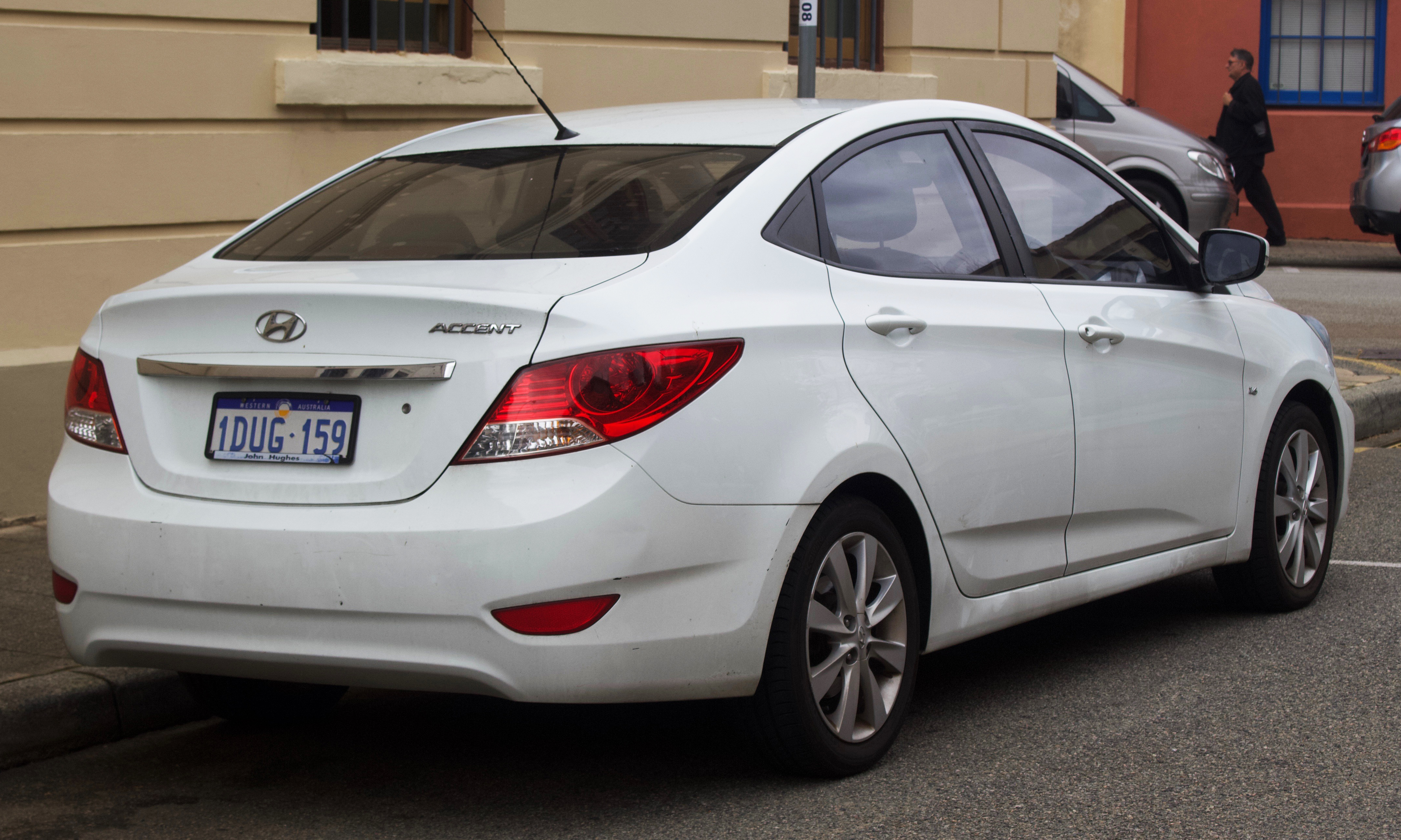
Hyundai Accent IV Sedan

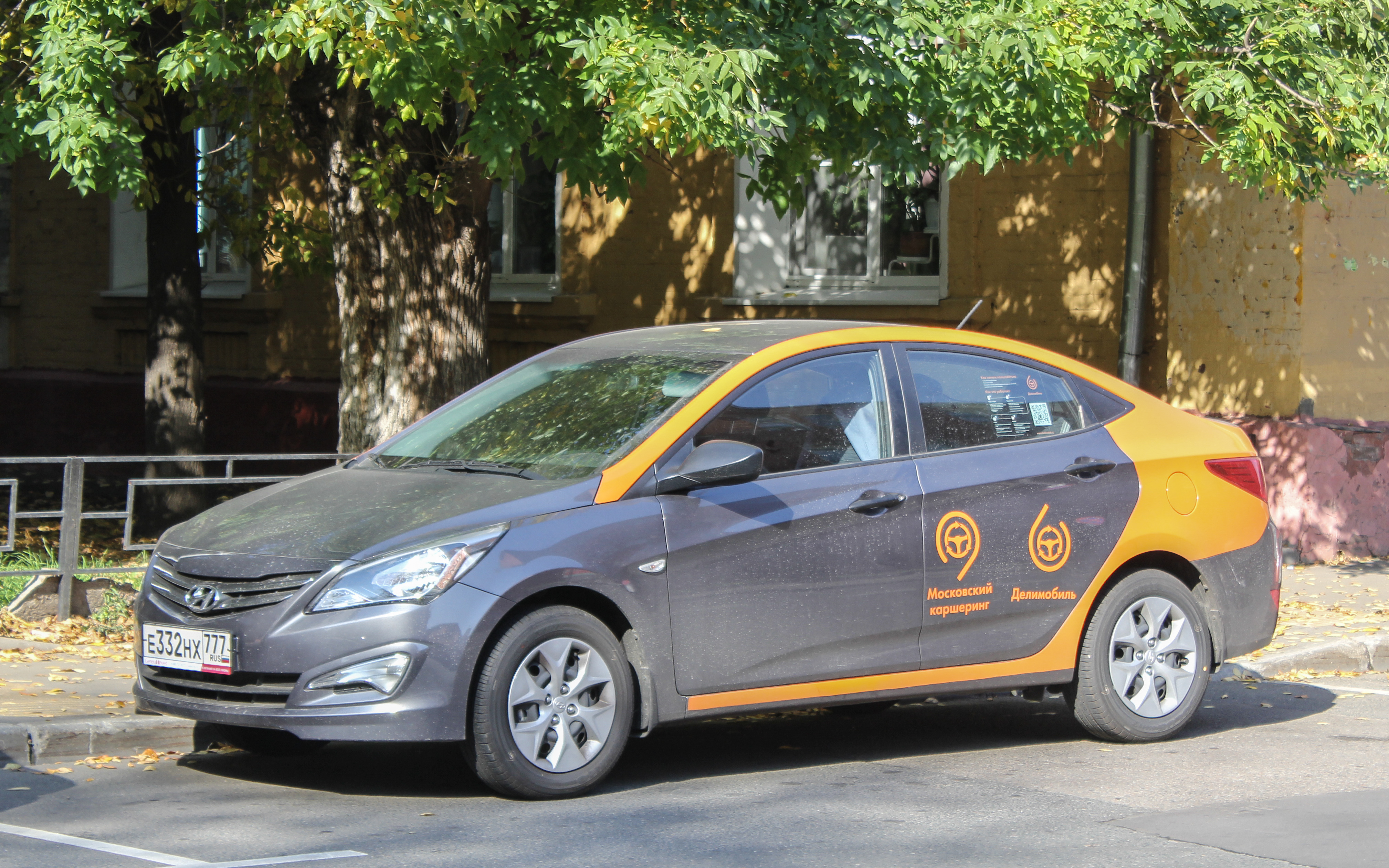
rosyjski Hyundai Solaris po liftingu

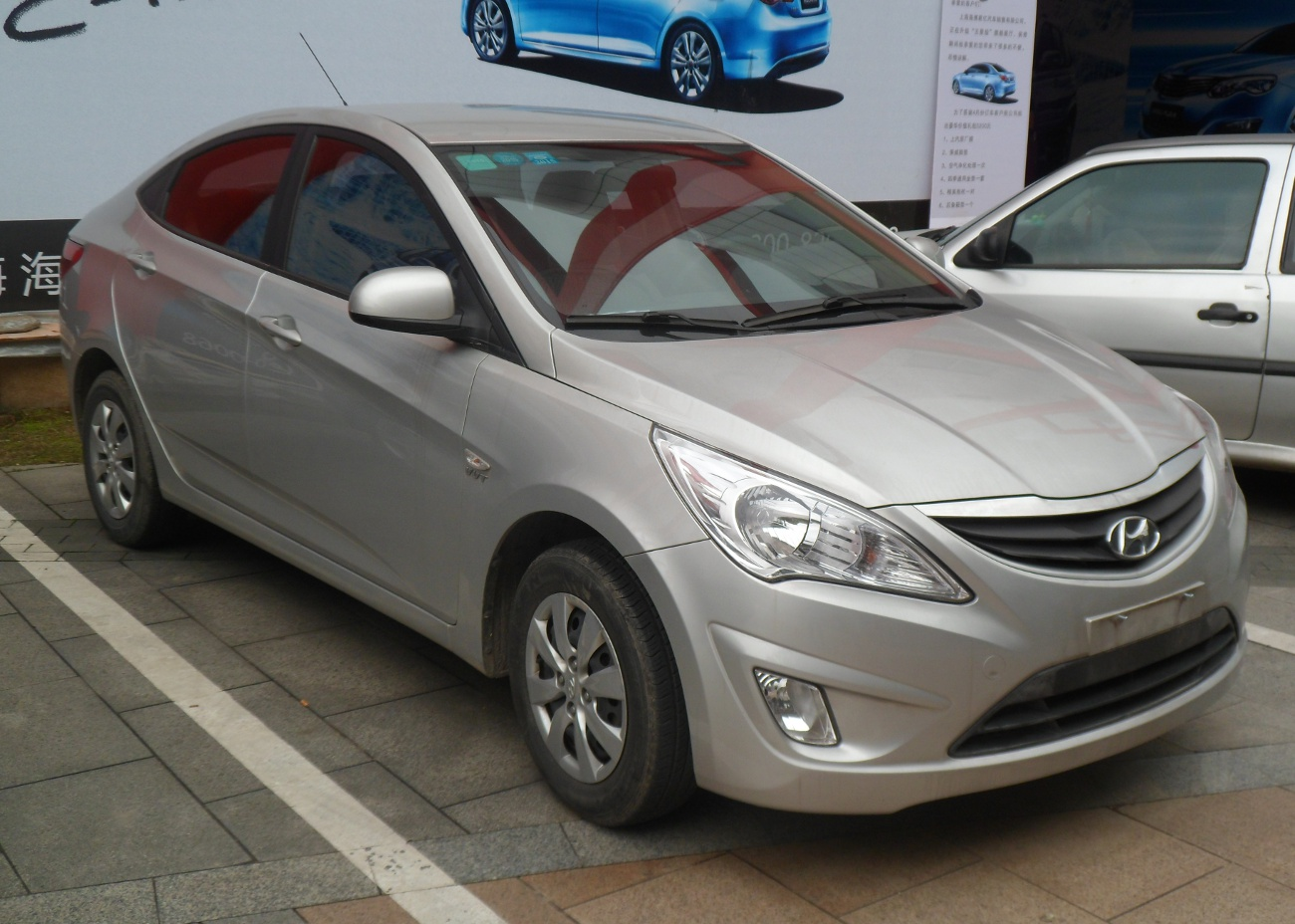
chiński Hyundai Verna

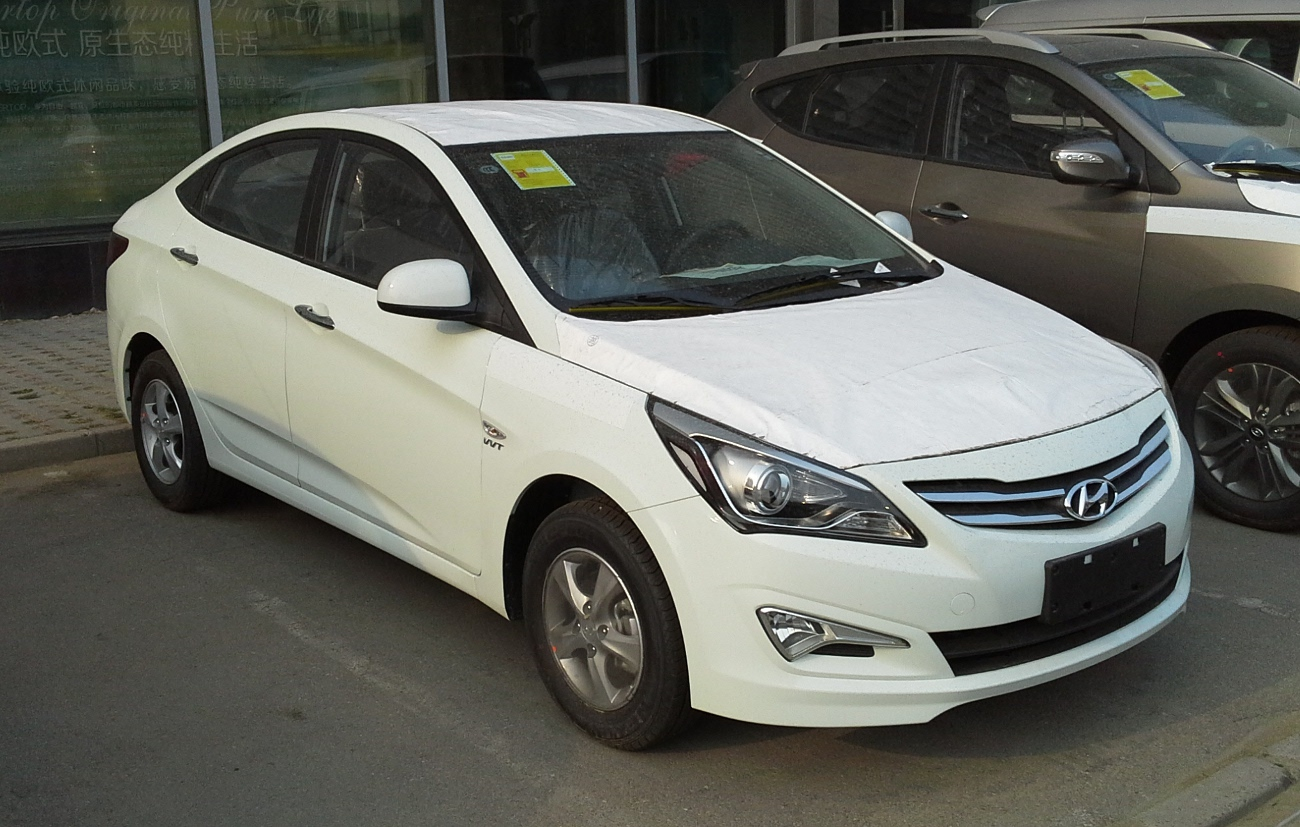
chiński Hyundai Verna po liftingu

Hyundai Accent IV został zaprezentowany po raz pierwszy w 2011 roku.
Czwarta generacja Accenta, podobnie do większych modeli Elantra i Sonata, przeszła obszerną metamorfozę w kierunku nowego języka stylistycznego Hyundaia Fluidic Sculpture. 
W ten sposób, samochód przyjął bardziej awangardową stylistykę z agresywnie ukształtowanymi reflektorami i wyraźnie zarysowanymi przetłoczeniami na panelach bocznych nadwozia. Dzięki wykorzystaniu nowej platformy, na której oparto również nową generację Kii Rio na rynki rozwijające się, Hyundai Accent czwartej generacji stał się dłuższy i przestronniejszy względem poprzednika.
Podobnie jak w przypadku poprzednika, gama nadwoziowa Accenta czwartej generacji złożyła się z 4-drzwiowego sedana, a także odmiany hatchback, która zamiast 3 drzwi dostępna była wyłącznie z 5 drzwiami. Pod kątem wizualnym została ona upodobniona do oferowanego m.in. w Europie i30 w wersji hatchback.

### Lifting
W czerwcu 2014 roku Hyundai przeprowadził obszerną restylizację nadwozia, która objęła tylko wybrane rynki jak Chiny, Rosja czy Indie. Samochód uzyskał tam nowe, bardziej szpiczaste i trójkątne reflektory, a tkaże większą atrapę chłodnicy i przestylizowane zderzaki.
Odrębny, symboliczny zakres zmian objął rynek Ameryki Północnej czy Australii i Nowej Zelandii. Samochód w listopadzie 2014 roku otrzymał tam jedynie inne wkłady reflketorów wykonane w technologii LED, inna poprzeczka atrapy chłodnicy oraz aktualizacje w liście wyposażenia.

### Sprzedaż
W przeciwieństwie do poprzednika, czwarta generacja Accenta oferowana była pod nazwą Hyundai Verna wyłącznie w Chinach, odróżniając się od innych rynków innym, bardziej ostro zarysowanym kształtem reflektorów. Ponadto, pod nazwą Hyundai i25 Accent pojazd dostępny był w sprzedaży w Kolumbii i Izraelu, z kolei w Rosji z racji pozostania w produkcji modelu drugiej generacji w dalszej sprzedaży pojazd otrzymał nazwę Hyundai Solaris.
Odmiana hatchback nosiła w Indonezji nazwę Hyundai Grand Avega, z kolei odmiana trójbryłowa dla użytku taksówkarzy sprzedawana była jako Hyundai Excel III. W Meksyku podobnie jak poprzednik pojazd oferowano pod marką Dodge jako Dodge Attitude.
Pomimo prezentacji kolejnego wcielenia w 2017 roku, czwarta generacja Hyundaia Accenta pozostała w sprzedaży w Australii i Nowej Zelandii kolejne 3 lata, po czym na początku 2020 roku zniknęła ona z lokalnej oferty bez kontynuacji. Funkcję najtańszego modelu przejął crossover Venue wzorem Korei Południowej, gdzie Accent również nie spotkał się z kontynuacją.

### Silniki
- L4 1.4l Gamma
- L4 1.5l Kappa
- L4 1.6l Gamma
- L4 1.4l Diesel
- L4 1.6l Diesel

## Piąta generacja

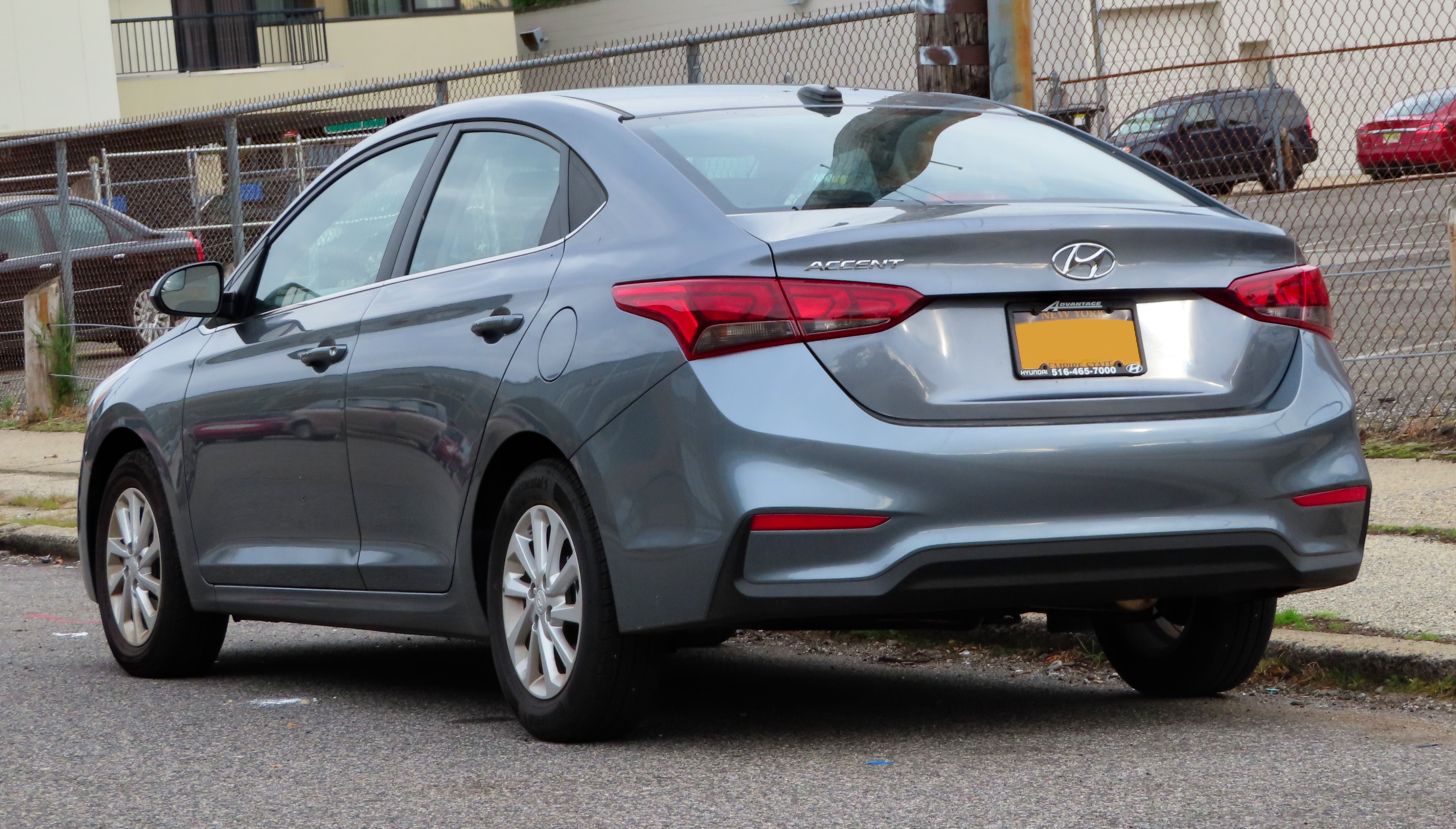
Hyundai Accent V - tył

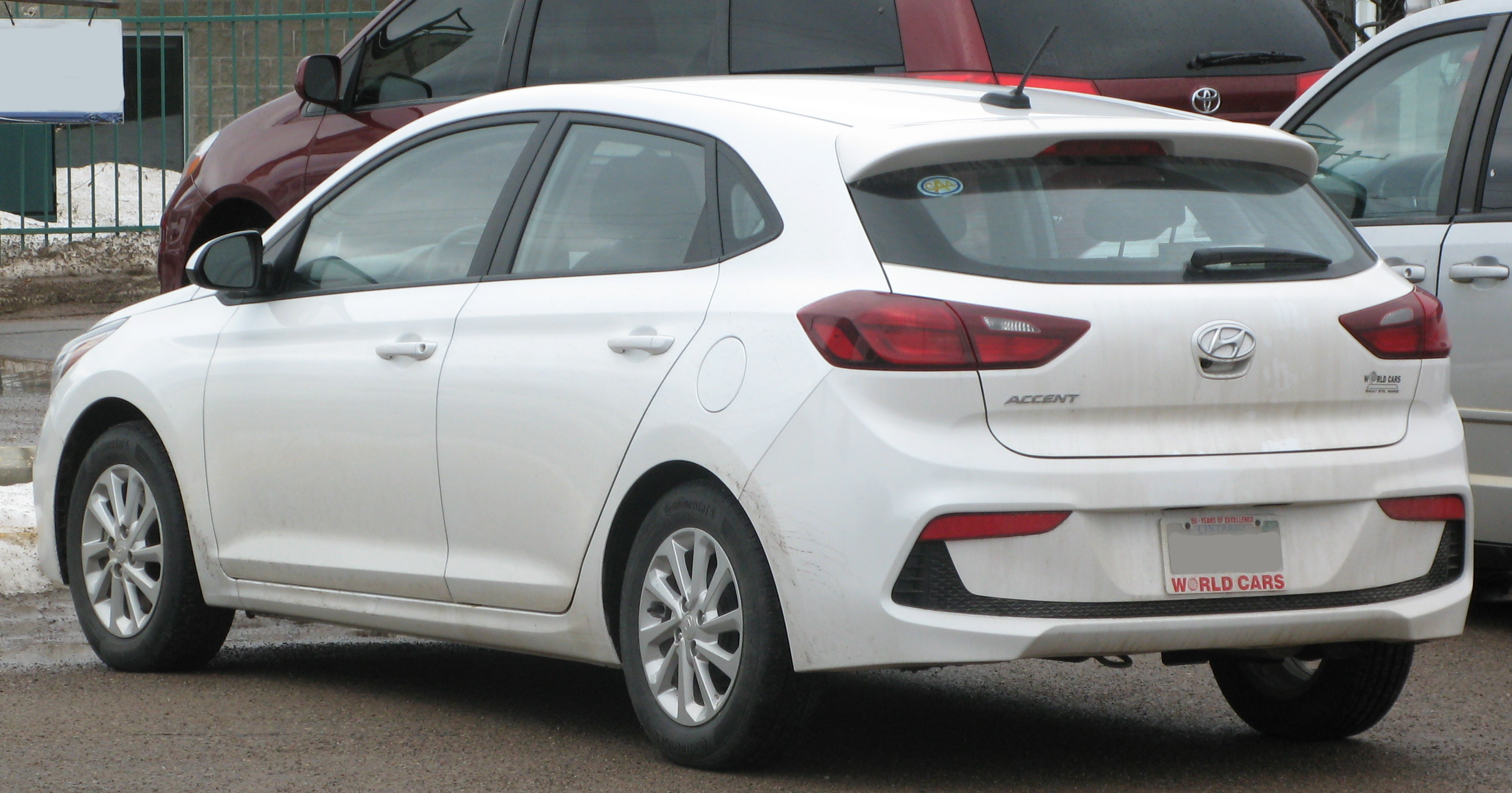
Hyundai Accent V Hatchback

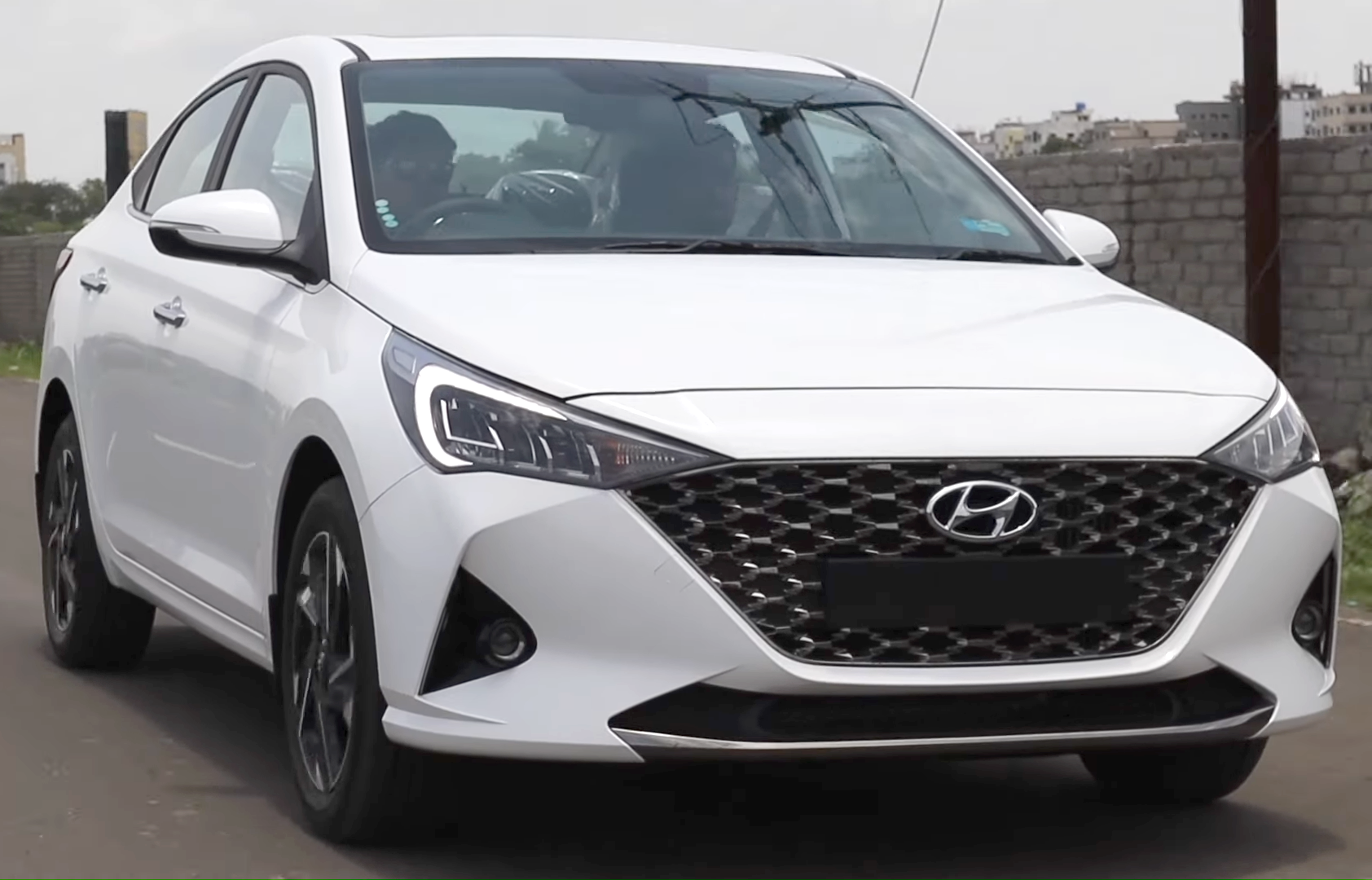
Hyundai Accent V po liftingu

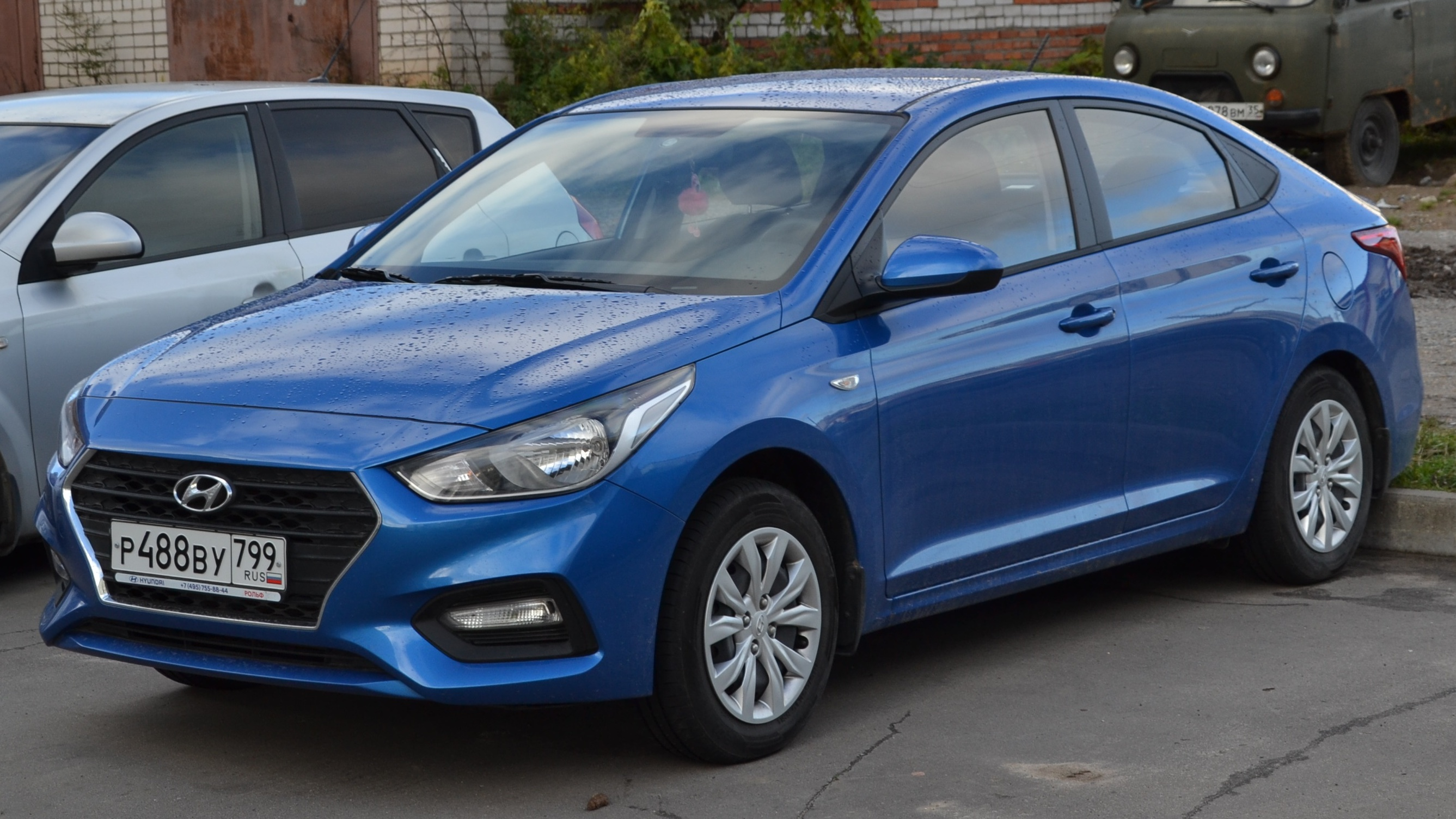
rosyjski Hyundai Solaris

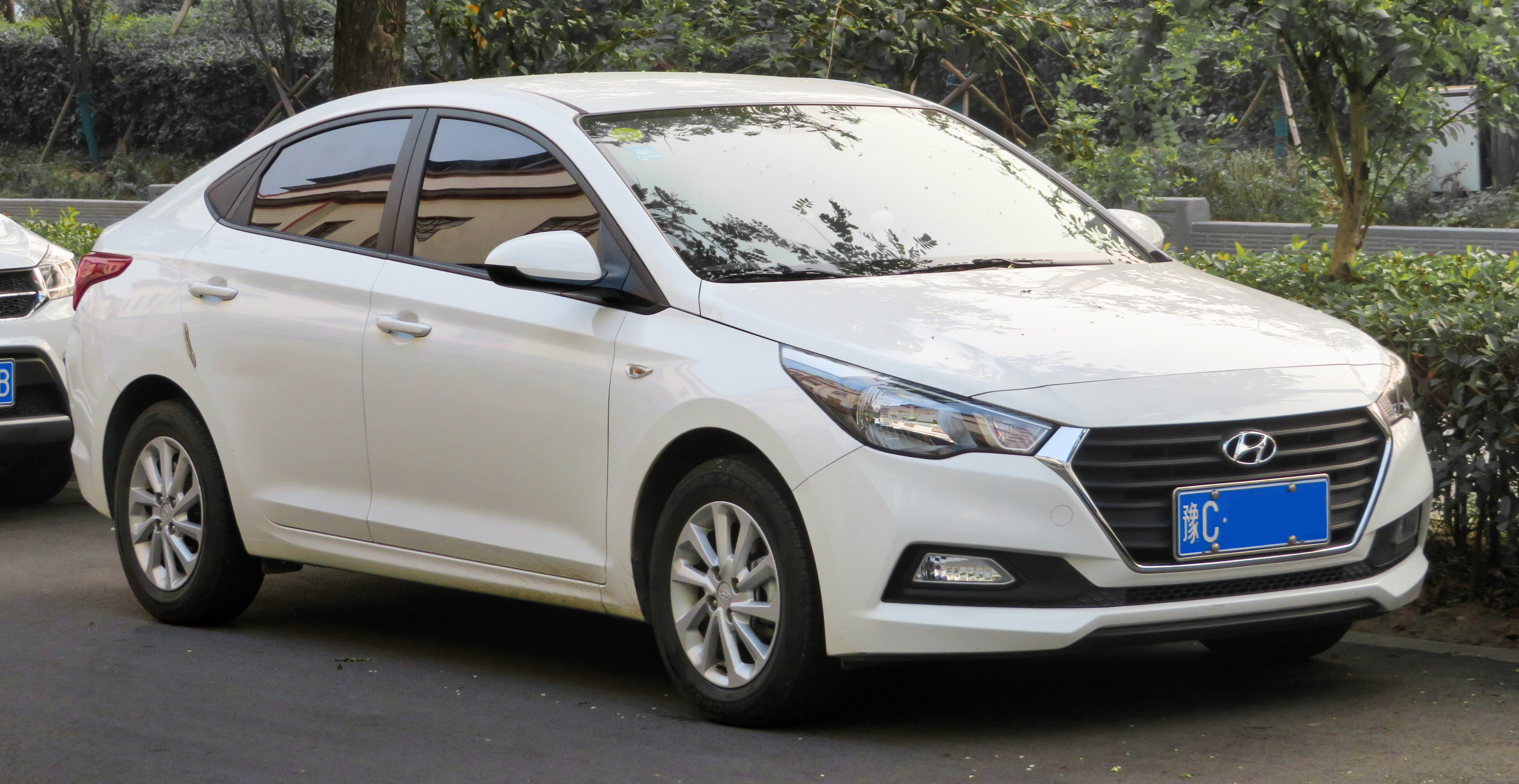
chiński Hyundai Verna

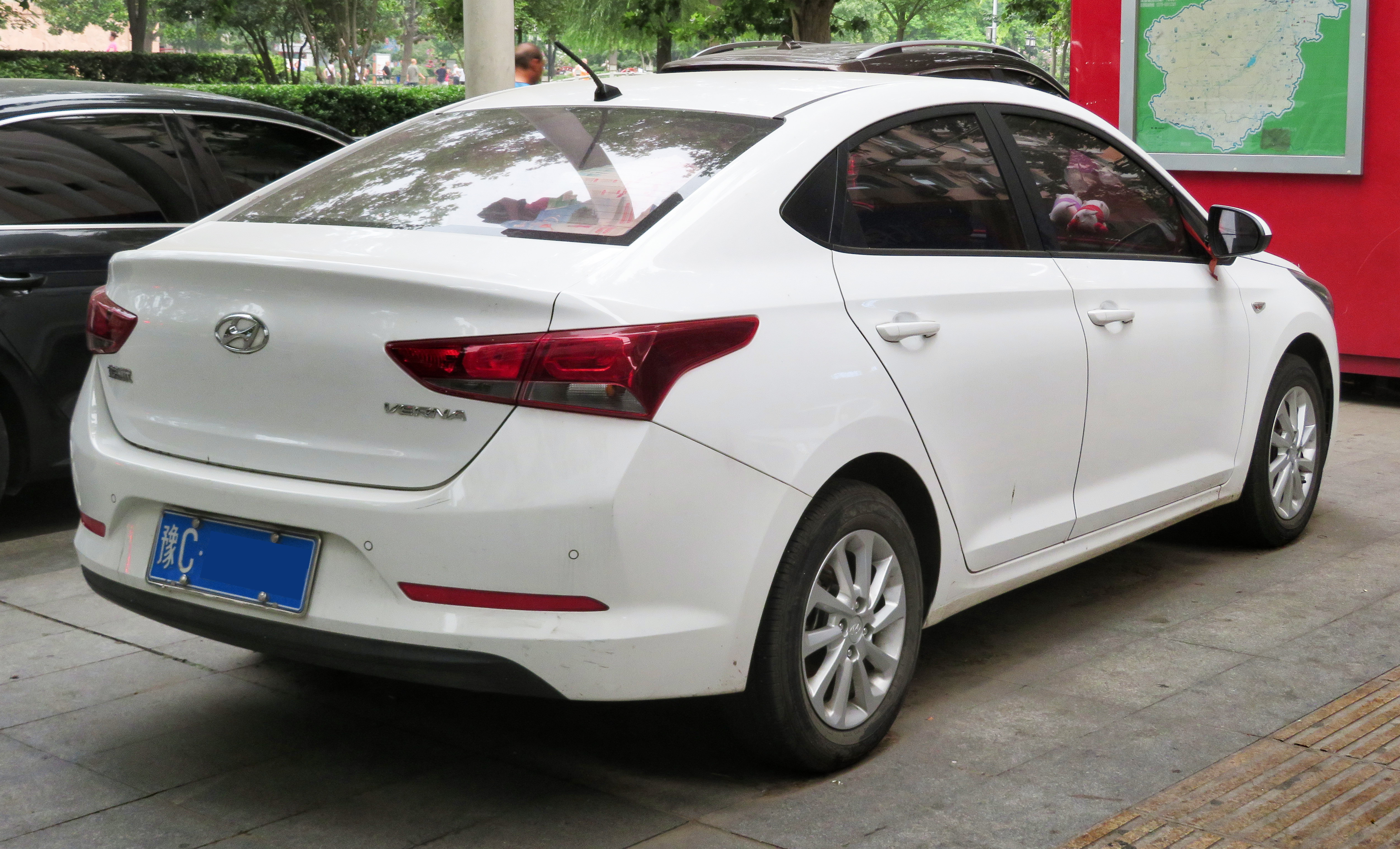
chiński Hyundai Verna - tył

Hyundai Accent V został zaprezentowany po raz pierwszy w 2016 roku.
Piąta generacja przeszła ewolucyjny zakres zmian w stosunku do poprzednika, wzorem większej Elantry zyskując mniej awangardowe linie przy jednoczesnym zachowaniu agresywnie ukształtowanych reflektorów i lamp. Pas przedni przyozdobiła duża, sześciokątna atrapa chłodnicy z chromowanymi akcentami. 
W porównaniu do czwartej generacji, Accent nowej generacji dzięki oparciu na nowej platformie stał się przestronniejszy i pojemniejszy. W kabinie pasażerskiej pojawił się unowocześniony projekt deski rozdzielczej z dużym, centralnie umieszczonym ekranem systemu multimedialnego o przekątnej 5 lub 7 cali.
Po raz pierwszy gamę nadwoziową na większości rynków zbytu utworzyła tylko jedna odmiana nadwoziowa - 4-drzwiowy sedan. 5-drzwiowy hatchback ponownie uzupełnił ofertę, jednak trafił do sprzedaży tylko w dwóch krajach: Meksyku i Kanadzie, z tego drugiego rynku znikając ze sprzedaży w 2020 roku z powodu niewielkiego popytu.

### Lifting
Pierwszym regionem, gdzie pojazd przeszedł obszerną restylizację pod koniec 2019 roku, były Chiny, gdzie lokalny Hyundai Verna otrzymał większe, bardziej agresywnie ukształtowane reflektory, obszerniejszą atrapę chłodnicy płynnie z nimi połączoną, a także nowym wyglądem tylnej części nadwozia z lampami połączonymi świetlistym pasem biegnącym przez całą szerokość.
Mniej obszerną restylizację przeszedł model na pozostałe rynki globalne, której rezultat przedstawiono w marcu 2020 roku. Accent piątej generacji otrzymał tam większe reflektory z szerszą atrapą chłodnicy, nawiązując do nowego języka stylistycznego producenta.

### Sprzedaż
Podobnie jak poprzednik, samochód trafił do sprzedaży pod nazwą Hyundai Verna przy różnicach wizualnych obejmujących większą atrapę chłodnicy i miejsce na tylną tablicę rejestracyjną przeniesione na zderzak. To na rynku chińskim pojazd zadebiutował w pierwszej kolejności, na pół roku przed premierą globalną.
Ponadto, pojazd nosi taką nazwę także w Indiach, gdzie pod kątem wizualnym dostosowano go do projektu stosowanego na rynkach globalnych. Samochód zachował także nazwę Hyundai Solaris na rynku rosyjskim, przy braku różnic wizualnych wynikających z innej nazwy. Produkcję oficjalnie zakończono w 2022 roku po inwazji Rosji na Ukrainę, jednak dwa lata później wznowił ją bez licencji nowy rosyjski właściciel odkupionej fabryki pod własną marką Solaris jako Solaris HS.

### Silniki
- L3 1.0l T-GDI
- L4 1.4l Kappa
- L4 1.6l MPI
- L4 1.6l Gamma
- L4 1.4l Diesel
- L4 1.5l CRDi
- L4 1.6l Diesel

## Szósta generacja

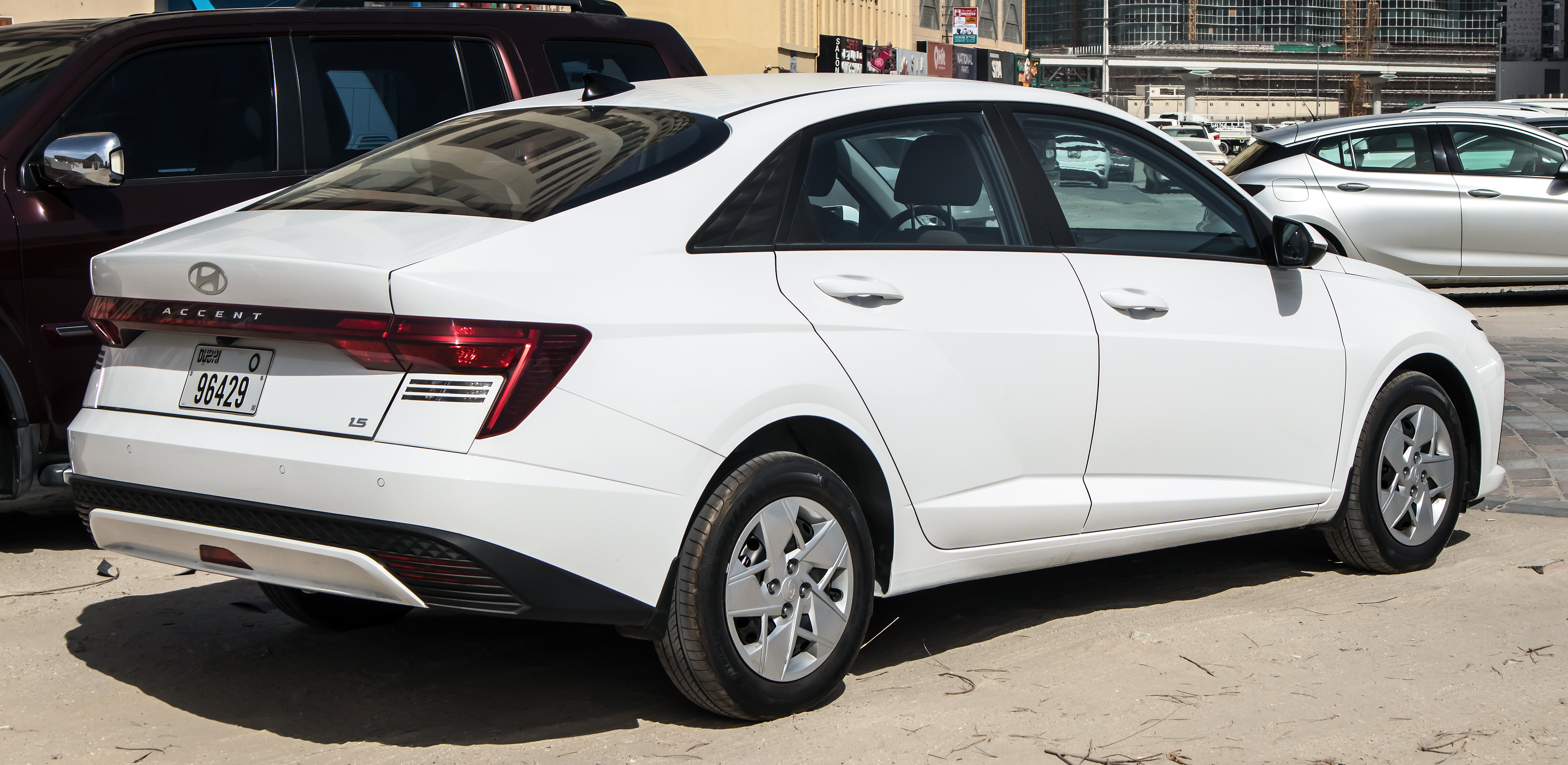
Hyundai Accent VI - tył

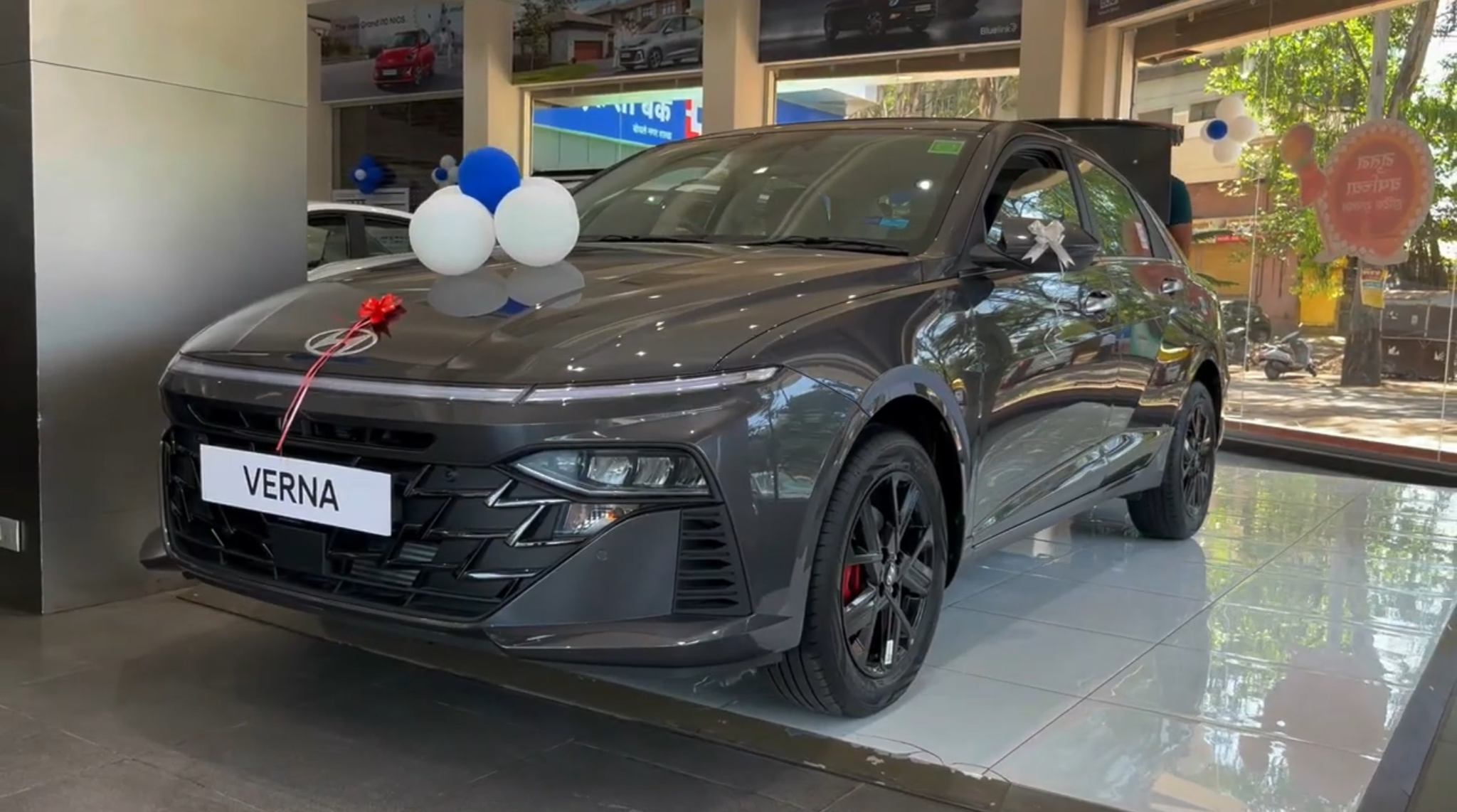
indyjski Hyundai Verna VI

Hyundai Accent VI został zaprezentowany w 2023 roku. 
Szósta generacja Hyundaia Accenta zyskała awangardowy projekt stylistyczny obszernie nawiązujący do większego, kompaktowego modelu Elantra. W ten sposób, łagodnie opadająca linia dachu płynnie przeszła ku szpiczaście i krótko ściętemu tyłowi. Przyozdobiły do lampy w kształcie bumerangów połączone pasem świetlnym. Podobnie zarysowano przód, gdzie dwurzędowe oświetlenie zdominował pas LED i duży wlot powietrza.
Kabina pasażerska odeszła od stonowanej konwencjonalnego poprzednika na rzecz projektu o większym udziale wyświetlaczy i minimalistycznie zarysowanych wskaźników. Zarówno centralny dotykowy ekran systemu multimedialnego, jak i cyfrowe zegary zyskały przekątną 10,25 cala, łącząc się pod jedną obudową. Producent zastosował też rozbudowany pakiet oświetlenia ambiente składającego się z 64 różnych kombinacji kolorystycznych.
Do napędu szóstej generacji Hyundaia Accenta wykorzystane zostały dwa czterocylindrowe silniki benzynowe o pojemności 1,5 litra. Podstawowy, wolnossący, rozwinął moc 113 KM, z kolei topowy, turbodoładowany, scharakteryzował się 158 KM mocy. Do wyboru trafiły ponadto zarówno 6-biegowa manualna, jak i 7-biegowa dwusprzęgłowa automatyczna skrzynia biegów lub CVT.

### Sprzedaż
Accent szóstej generacji zadebiutował w pierwszej kolejności pod koniec marca 2023 na głównym rynku zbytu, w Indiach, gdzie ponownie nadano mu nazwę Hyundai Verna. W przeciwieństwie do poprzednika, liczba rynków zbytu została znacznie ograniczona, obejmując tym razem jeszcze tylko wybrane państwa rozwijające się. Z myślą o nich pozostano przy nazwie Hyundai Accent, prezentując globalny wariant w sierpniu 2023 na potrzeby oferowania go m.in. na Bliskim Wschodzie, a także w Wietnamie, na Filipinach czy Ameryce Łacińskiej.

### Silniki
- R4 1.5l MPi 113 KM
- R4 1.5l T-GDI 158 KM